# Криза на северу Косова и Метохије
Криза на северу Косова и Метохије је политичка криза која је избила као последица неуспелих преговора о царинским печатима средином јула 2011. године, у којима Србија није хтела да прихвати косовска државна обележја. На ту одлуку Србије привремене косовске институције су одговориле увођењем ембарга на српску робу и увођењем забране за пролазак камиона и других теретних возила из Србије, под образложењем спречавања илегалног шверца на северу Косова. Додатне компликације настале су када су косовске власти наредиле својим полицијским специјалним јединицама Росу да заузму административне прелазе Јариње и Брњак. Срби, сазнавши за упад Косовских специјалних јединица, одговорили су постављањем барикада, блокадама свих магистралних и других путева и посипањем шљунка по коловозу. Ова криза је формално окончана Бриселским споразумом између Владе Србије и привремених косовских институција, потписаним 19. априла 2013, али криза и даље траје јер албанска страна не жели да се придржава постигнутог договора. Пошто албанска страна углавном није поштовала постигните договоре у споразуму, потписан је нови Текст споразума о Заједници српских општина, Споразума о енергетици и Споразума о телекомуникацијама 25. августа 2015. године. Међутим, албанске власти, под жестоким притиском опозиције и честим немирима у Приштини, одбијају да промене устав самопроглашене државе и признају Заједницу српских општина, тражећи притом пуну контролу над енергетским сектором и телекомуникацијама на читавој територији Косова и Метохије.
Дана 8. октобра 2016. године, Скупштина Косова усвојила је у другом читању Нацрт закона о металуршком комбинату Трепча којим се предвиђа 80% власништва владе у Приштини над Трепчом и улазак владе у могућа партнерства са приватним сектором. Радници тог рударског комбината су запретили затварањем тог рудника и обуставу производње. Дана 14. јануара 2017. године, воз (декорисан фрескама српских манастира на Косову и Метохији и натписима Косово је Србија) који је ујутру из Београда кренуо за Косовску Митровицу заустављен је поподне у Рашкој, на последњој станици пре административне линије са Косовом и Метохијом. Након демонстрације силе и претњи са косовске стране административне линије да ће пруга бити минирана и информација да ће машиновођа и путници бити ухапшени, одлучено је да се воз са станице у Рашкој врати за Београд.
Дана 16. јануара 2018. године ујутру убијен је један од најпознатијих политичких представника Срба на Косову и Метохији, Оливер Ивановић. Он је убијен испред канцеларије своје странке у Косовској Митровици. Дана 26. марта дошло је до ескалације на северу Косова и Метохије, када су привремене косовске институције дан раније забраниле директору канцеларије за Косово и Метохију посету Косовској Митровици, а затим у току тог дана ухапсиле Марка Ђурића и његовог помоћника Жељка Јовића..

## Позадина
Криза на северу Косова и Метохије је настала када су преговори српске Владе и косовске Владе о признавању царинских печата за проток српске робе на којима је било предвиђено да стоје државна обележја (грб, застава...). То је Српска страна одбила да призна, јер представљају елементе државности Косова. Косовска влада је 20. јула увела ембарго на проток српске робе, али пошто није имала потпуну контролу на северном делу Космета одлучила је да пошаље специјалне полицијске снаге Росу на север Косова и Метохије и да заузме административне прелазе Јариње и Брњак.

## Хронологија (2011–2017)

### Сукоб 25. јул - 3. децембар 2011.
Криза на северу Косова, највећа у последњих 11 година, почела је 25. јула када су специјалне јединице Косовске полицијске службе, Росу, започеле заузимање административних пунктова Јариње и Брњак на северу Косова. Као одговор на акције власти у Приштини, Срби су започели блокаду најважнијих путних праваца.

#### Почетак сукоба јул-август 2011.
Највећи сукоби су избили на барикадама између села Зупче и Вараге у Ибарском Колашину. Специјалне јединице Росу су кренуле ка административном прелазу Брњак. С обзиром да су желеле да брзо и тајно прођу кроз српска села успели су да прођу прво село Зупче. Међутим одмах након Зупча у клисури према селу Вараге сачекале су их попречно паркирана возила где се веома брзо окупио велики број Срба. Након покушаја специјалаца да разгрну барикаде дошло је до сукоба у коме су Росу пуцале према барикадама. У тим сукобима између Срба и специјалаца је повређено више људи и тешко је рањен један припадник Росу који је умро током ноћи. Званичници Брисела нису подржали једнострану акцију приштинских власти и оштро су је осудили. Српски званичници из Београда су позвали и косовске Србе и Албанце да се уздрже од међусобних сукоба, јер то не иде у корист ни једној ни другој страни.
Следећег дана постигнут договор шефа преговарачког тима Београда у дијалогу са Приштином Борислава Стефановића и команданта Кфора Ерхарда Билера о повлачењу специјалних јединица Росу са севера Косова и Метохије. На прелазима Брњак и Јариње постављена је Косовска полиција и припадници Кфора. Вест о пребацивању цариника и полицајаца албанске националности на алтернативне прелазе Јариње и Брњак од стране Кфора узнемирила је Србе на северу Косова, иако је КФОР то демантовао. Након те вести 27. јула група од педесетак маскираних младића српске националности, која је дошла из правца Косовске Митровице, упала је на пункт Јариње и запалила га је. Младићи су после паљења пункта кренули на базу Кфора, међутим, војници из базе су због тога запуцали. Током дана, државни врх Србије је осудио паљење административног прелаза и упозорио да једнострани потези и насиље не иду у корист српском народу на Косову и Метохији. Осуде стужу и од српских званичника са Космета. Крајем дана, група Срба на путу Лепосавић – Јариње, напала је екипу Танјуга где је тешко повређен сниматељ Ђорђе Спасић, а монтажер Даворин Павловић испребијан, али је прошао са лакшим повредама.
Дана 30. јула амерички војници КФОРА су око поноћи више од пола сата на прелазу Јариње претресали су Стефановића и Министра за Косово и Метохију Горана Богдановића, који су описали претрес на пункту као третман према криминалцима. Административни прелази Брњак и Јариње су делимично отворени за саобраћај, војници КФОР-а су пропуштали путничка возила и аутобусе, али не и камионе са робом из Србије.

#### Сукоби август-октобар 2011.
Дана 2. августа, локални Срби блокирали су магистралне правце који воде ка централној Србији. Снаге НАТО-а на Косову саопштиле су да су затражиле да на Косову буду послате додатне трупе. На захтев Билера, НАТО-а је одлучио да пошаље око 700 припадника војних снага резервног састава. Комитет за реаговање у хитним случајевима Скупштине општине Лепосавић одлучио је да грађани општине Лепосавић за своје представнике признају искључиво чланове Владе Србије. Договором команданта КФОР-а и представника Владе Србије одлучено је да КФОР задржи контролу на административним прелазима Брњак и Јариње до средине септембра, а ако буде потребно тај рок ће бити продужен. Убрзо је одржан и састанак представника Владе Србије и председника српских општина, где су шеф тима Београда у дијалогу са Приштином Стефановић и министар за Косово и Метохију Богдановић су представили оквирни договор постигнут са командантом КФОР-а Ерхардом Билером. Представници Владе Србије и КФОР-а, после 11 дана кризе, постигли привремени споразум о режиму на административним прелазима на северу Косова. Стефановић изјавио да је споразум који је постигнут са командантом КФОР-а Ерхардом Билером привременог карактера, да ће важити до 15. септембра. Стефановић је позвао грађане да прихвате споразум и поручио им да морају да склоне барикаде.
На административне прелазе Брњак и Јариње се 16. септембра 2011. око 7:20h спустило око шест хеликоптера КФОР-а из којих су изашли "мешовити тимови" са припадницима Еулекса и косовске царине и полиције. Они су се спустили врло близу прелаза, али званичници због блокада нису одмах могли да преузму контролу на прелазима. Окупљени Срби су, по слетању прва два хеликоптера на Брњак, који су имали ознаке хрватског Кфора, ојачали барикаду и испред пункта истоварили неколико шлепера са шљунком. Око 11 часова група студената из Београда стигла је до прелаза Јариње да пружи подршку Србима на северу Косова. Портпарол Косовске полиције Баки Кељани изјавио је да се план Владе Косова о успостављању реда и закона на северу земље оперативно остварује како је и предвиђено. Посланици СРС који су кренули пут Косовске Митровице како би пружили подршку Србима са севера Косова, враћени су са административних прелаза, па су прешли на Косово и Метохију алтернативним путевима.
Око 12:55h, са обе стране административног прелаза Јариње избила је ватра, а пожар је истовремено избио са обе стране прелаза на прилично неприступачном терену. Површина захваћена пламеном није била велика, али се подигао велики дим. На ванредној седници Косовских власти, премијер Хашим Тачи је рекао да су на Јарињу и Брњаку распоређени и службеници граничне полиције и царине Косова. СНС је због дешавања на Косову и Метохији затражила гласање о поверењу Влади Србије у Скупштини због тога што српска власт нема озбиљан план за решење тог проблема. Срби су додатно ојачали барикаде код Брњака, а Јарињу су камиони непрестано доносили шљунак, тако да се од барикада практично није видео прелаз. Влада Србије саопштила је да у потпуности контролише ситуацију на Косову и позвала грађане да мирно протестују и не наседају на провокације. Портпарол Еулекса Николас Хотон потврдио је да је та мисија ЕУ преузела надлежности на административним прелазима на северу Косова и Метохије. На административном прелазу Мердаре, косовски цариници од 12:00 h дозвољавају увоз робе из Србије, први пут од 20. јула када је косовска влада забранила увоз. Кфор саопштава да неће примењивати беспотребну силу против мирних демонстраната, и да чека даљи развој ситуације. Они додају да ће уклонити барикаде које су поставили Србији само у случају примене насиља. Око 22:00 h Срби на северу Косова подигли су зид на путу Приштина-Рударе, у Косовској Митровици, у делу који се зове Дудин Крш. Србија је Европској унији доставила предлог за решење проблема на прелазима Брњак и Јариње којим се предвиђа да косовски полицајци и цариници не буду на тим прелазима, изјавио је Борислав Стефановић. Румуни који раде у Еулексу блокирали су мост у Сувом долу. У Косовској Митровици блокиран је и западни мост преко Ибра чиме се затворио још један пут за евентуални прелазак РОСУ ка северу Косова и Метохије.
Приштински медији су пренели да је 5 шлепера, углавном са пшеницом, ушло на Косово и Метохију. Српске царинске власти на прелазу Мердаре нису дозволиле камиону натовареном отпадним оловом да уђе у централну Србију. Камион је враћен, како кажу, са образложењем да Управа царине Србије царинској испостави код Мердара није доставила никакав документ којим се дозвољава увоз робе са Косова и Метохије
На прелазу Јариње се 27. септембра 2011. десио сукоб између окупљених Срба и припадника Кфора, приликом кога је пуцано гуменим мецима и бојевом муницијом на окупљене Србе, и том приликом ранили 118 људи од којих 7 тешко ранили. Неколико дана раније, припадници Кфора су дошли у Јариње и поставили своју базу. Поред гумених метака и бојеве муниције, на окупљене Србе је бачен сузавац и шок бомбе. Паљба је трајала 45 mин.
У северном делу Косовске Митровице је 5. октобра 2011. детонирана експлозивна направа која је оштетила аутомобил Еулексовог преводиоца.

#### Уклањања барикада октобар-децембар 2011.
КФОР је у раним јутарњим часовима 20. октобра 2011. отпочео операцију уклањања барикада на путу према административном прелазу Јариње, код села Јагњеница. Прве барикаде на које су припадници КФОР-а наишли су била четири камиона које су Срби раније поставили. КФОР је уклонио два камиона али не и остале јер су тада у великом броју дошли локални Срби. Након тога је КФОР употребио сузавац при чему су повређена два војника КФОР-а.
На мосту преко Ибра у Косовској Митровци, један Албанац је 24. октобра 2011. булдожером покушао да развали барикаду која раздваја северни од јужног дела града.
Припадници Кфора покушали су 23. новембра око 23 сата, да уклоне барикаду коју су поставили Срби код Дудиног крша. Међутим, сат иза поноћи припадници КФОР-а су се повукли са Дудиног Крша, пошто су их претходно грађани одгурали од барикаде и потом је обновили јер је била делимично пробијена. Најпре је група од 20 војника пешке прешла барикаду и поставила бодљикаву жицу, одвојивши је физички од грађана који су дежурали. Потом је КФОР ангажовао тешке грађевинске машине које су почеле да руше бетонску барикаду. Истовремено са интервенцијом Кфора огласила се сирена у Звечану и у Дудином кршу је почео да се окупља велики број грађана који су мирно протестовали. Мађарски припадници Кфора су транспортерима и кордоном блокирали Србе, а у неколико наврата употребљен је сузавац против окупљених грађана. Дошло је и до гурања и кошкања између припадника Кфора и мештана, након чега је више Срба затржило лекарску помоћ.
КФОР је 28. новембра 2011. ујутру уклонио барикаду у Зупчу према селу Јагњеница, а нови сукоб је избио пошто је запаљен камион са дрвима, који су Срби користили као део барикаде. Војници Кфора су узвратили шок бомбама. Велики број грађана је повређен у сукобу с Кфором код села Јагњеница, на северу Косова и Метохије, а током сукоба чули су се пуцњи из ватреног оружја. Након сукоба, повређено је око 100 грађана, а од 30 до 50 је пребачено у Дом здравља у Звечану, а најтеже повређени су одвезени у болницу у Косовској Митровици. Са Друге стране, КФОР је изјавио да су двојица припадника ове мисије рањени хицима из ватреног оружја у сукобима са српским демонстрантима. Током сукоба, Кфор је користио шок бомбе, водене топове, сузавац и гумене метке.

#### Договор о прелазима 3. децембар 2011.
Шеф преговарачког тима Београда Борислав Стефановић и шефица приштинског преговарачког тима Едита Тахири 3. децембра 2011. године постигли су договор о административним прелазима Јариње и Брњак уз посредство Европске уније. Стефановић је рекао да су издвојени прелази Јариње и Брњак договором у односу на остале, на којима ће такође бити примењивано заједничко управљање.

### Референдум на северу КиМ и договор о регионалном представљању Косова

#### Референдум
Представници четири општине са севера Косова и Метохије организовали су референдум са питањем:"Да ли прихватате институције такозване Републике Косово". Референдум нису подржали ни власти из Београда ни европска комисија наводећи да он не води ка смиривању тензија и проналажењу одрживог решења за север покрајине. Упркос противљењу референдум је одржан 14. и 15. фебруара у општинама Звечан, Зубин Поток и Косовска Митровица док је у општини Лепосавић одржан само 15. фебруара. Резултати референдума су показали да су Срби са севера Косова и Метохије скоро једногласно одбацили признавање косовских институција (чак 99,74% грађана се изјаснило да су против институција). Овим референдумом је стављено до знање већини међународних актера да је за Север Косова неопходан другачији модел као и дугорочно решавање проблема.

#### Интервенција српских специјалних снага против побуњених Срба на север Косова и Метохије
У ноћи између 22. и 23. фебруара су српске специјалне полицијске снаге и припадници жандармерије ушли на север покрајине да уклоне барикаде у Јарињу. Пола сата после поноћи из правца Руднице појавили су се људи у цивилној одећи са фантомкама на главама који су почели да вербално нападају људе на барикади и прете им. У саопштењу СНП 1389 пише да је маскираним људима убрзо стигло појачање у џипови МУП-а Србије, са истим захтевом - да се барикада уклони, а шатор сруши. Према овом извору истовремено, са косовске стране административне линије стигла је патрола војника КФОР-а. Чланови СНП 1389 који су се налазили у шатору у међузони повукли су се дубље на простор Косова и Метохије, где су поставили нову барикаду и подигли шатор. Према њиховим речима на северу Космета је становништво обавештено о догађају и у већем броју се упутило ка административном прелазу Јариње.

#### Договор у Бриселу
После маратонских преговора о регионалном представљању косовских институција, у Бриселу је 24. фебруара постигнут је договор у ком ће Косово ће на регионалним форумима бити представљено уз фусноту у којој ће бити наведени Резолуција 1244 и мишљење Међународног суда правде о декларацији о независности.

### Сукоб јуна 2012.
После низа месеци без конкретних акција додатне тензије су се десиле тек средином 2012. године. Акција Кфора почела је 1. јуна 2012. у 8:40 кад су војници почели да уклањају барикаде у селу Рударе. Након почетка акције код барикаде, Кфор је потиснуо грађане и новинаре преко моста на Ибру и забранио сваки прилаз блокади у Рудару, а из правца барикаде чули су се пуцњи из ватреног оружја. Новинари нису могли да виде шта се дешава код барикаде, али су кола хитне помоћи одвезла тројицу повређених и рањених Срба. Према речима лекара, један Србин рањен је метком у бутину, живот му није угрожен али постоји опасност да изгуби ногу. Председник општине Звечан Драгиша Миловић позвао је Србе и Кфор на смиривање тензија и оценио да би било добро да председник Србије Томислав Николић прими делегацију Срба са севера Косова након данашњих инцидената. Николић се састао са одлазећим премијером Мирком Цветковићем и неколико министара, а разговор се тицао инцидената од тог јутра. И док су тензије код Рудара поподне донекле смањене, у северној Косовској Митровици су одборници одлучили да поново блокирају пролаз Кфору и Еулексу. Председник Општине Крстимир Пантић рекао је да се Срби осећају угрожено и да су међународне мисије кренуле у обрачун са Србима на северу Косова. Извор Бете из Еулекса рекао је да је Кфор током акције у Звечану ухапсио неколико Срба и да ће их предати мисији ЕУ.
Војници Кфора 14. јуна 2012. поставили су контролни пункт на алтернативном путном правцу Нови Пазар - Лешак, уз саму административну линију са централном Србијом. На том алтернативном путном правцу, у месту Тресава, налазили су се припадници пољског контингента Кфора са пет џипова, који су на контролном пункт од девет сати обављали контролу возила која долазе на Севера Косова и Метохије.
Војници Кфора 16. јуна 2012. уклонили су током ноћи барикаде које су поставили Срби на путу ка месту Рударе и том приликом није било никаквих инцидената. Кфор је истакао да је акција изведена како би се допринело мирном и безбедном окружењу као и спречавању незаконитих прелазака административне линије. Срби са Севера Косова су поставили нове барикаде на магистралном путу Лепосавић - Приштина у месту Рударе у општини Звечан. Срби су нове барикаде поставили у знак протеста због затварања алтернативних путних праваца на северу Косова од стране Кфора. Барикаде које су поставили Срби у Рудару, постављене су по цик-цак систему уз помоћ истоварених дрва, балвана и великих бетонских блокова. Нове барикаде су постављене на истој локацији на којој су се налазиле и оне старе које је Кфор уклонио 15 дана раније. Тада је због уклањања тих барикада дошло до сукоба између грађана и војника КФОР-а у којима је троје Срба повређено и око двадесетак војника КФОР-а од којих двоје озбиљније. КФОР је у 05:30 h почео акцију затварања незваничног прелаза у близини Брњака, наводно, ради спречавања незаконитих прелазака административне линије. У саопштењу је наведено да је успостављено неколико контролних пунктова и неколико локација обезбедио уз помоћ кордона. КФОР је додао да током акције није било инцидената. Министарство за Косово и Метохију апеловало је на све стране да се уздрже од насиља и позвало КФОР да не примењује силу, односно да се стриктно понаша у оквиру свог мандата а Србе у покрајини да не наседају на провокације.

### Нови преговори у Бриселу 19. октобар 2012. - 19. април 2013.

#### Подизање дијалога са техничког на политички ниво
Након општих избора у Србији, који су одржани у мају 2012. године, дошло је до промене власти на свим нивоима током лета. Нове власти су припремиле другачији концепт преговора и подигле их на политички ниво за разлику од претходних, које су први део преговора у Бриселу водиле на техничком нивоу. За нове преговараче су изабрани Александар Вулин као директор Канцеларије за Косово и Метохију, Дејан Поповић као државни секретар, а за главног преговарача је изабран председник Владе Ивица Дачић на молбу председника државе Томислава Николића. Са албанске стране, за главног преговарача је именован председник косовске владе Хашим Тачи. За посредника у новим преговорима је изабрана британска политичарка, висока представница Европске уније за спољну политику и безбедност и први потпредседник Европске комисије Кетрин Ештон. Нови преговори о статусу Косова и Метохије су почели 19. октобра 2012. године. Водили су се у десет различитих рунди на сваких месец дана, а како се ближила финална фаза преговори су се чешће одвијали, а у последњих неколико рунди се преговорима прикључио и први потпредседник Владе Александар Вучић. Коначан договор између српске и албанске стране је постигнут 19. априла 2013. парафирањем споразума који Србија тумачи да јој не нарушава територијални интегритет, али јој смањује надлежности на северу покрајине, док албанска страна тумачи да је српска страна признала De facto косовску државност, али не De iure, па је споразум из Брисела наишао на осуду јавности са обе стране.

### Бриселски споразум
Први споразум о принципима нормализације односа Београда и Приштине тј Републике Србије и самопроглашене "Републике Косово", познат и као Бриселски споразум је потписан 19. априла 2013. у Бриселу.
Споразум су испред Републике Србије потписали председник владе Ивица Дачић и председник владе самопроглашене "Републике Косово" Хашим Тачи. Он предвиђа оснивање Заједнице српских општина на северу Косова и Метохије, која би се формирала након локалних избора по косовским законима заказаним за 3. новембар 2013. године. Поред тога, споразумом је предвиђено укидање безбедносних структура и правосудних институција Републике Србије на Косову и Метохији. Регионалног команданта полиције за четири општине са већинским српским становништвом на северу Косова би требало да именују начелници тих општина. Апелациони суд у Приштини би успоставио комисију у којој би већину чинили српске судије и која би била надлежна за све већински српске општине.
Бриселски споразум је изазвао бројне реакције у Србији. По мишљењу Косте Чавошког, доктора правних наука и редовног професора на Правном факултету Београдског универзитета, овај споразум није у складу са српским Уставом и законима, ни са резолуцијом 1244.
У тексту споразума се нигде не спомиње Република Србија.

### Наставак преговора у Бриселу и мањи инциденти

#### Споразум у Бриселу 25. августа 2015.
Премијери Србије и Косова Александар Вучић и Иса Мустафа постигли су споразум о телекомуникацијама на преговорима у Бриселу. Према том споразуму, Косово би добило међународни позивни број, вероватно 383, тако што ће Аустрија поднети захтев у његово име Међународној телеком унији. Истовремено, позиви са севера Косова у Србији и даље би се обрачунавали по садашњој цени, као домаћи саобраћај, а не међународни позив. За сада није јасно да ли ће грађани Косова наставити да користе локални позивни број или међународни за Косово. Члан српске делегације Драган Владисављевић је казао да је делегација Београда "веома задовољна због договора о телекомуникацијама, јер ће Србија имати своју компанију на Косову, а српски народ ће моћи да користи телефонске услуге као и досад, по истим тарифама и бирању броја у Србији". Међутим, споразум о телекомуникацијама није потписан, јер су у току разговори о асоцијацији српских општина, слободи кретања преко моста на Ибру у Митровици и енергији. Косовска страна инсистира на договору о свим питањима. Из Београда дошло је саопштење да ће се разговарати о преговорима о случају притвореног Оливера Ивановића на преговарачком столу.

#### Одбијен пријем Косова у УНЕСКО
Дана 9. новембра одржана је седница у УН на предлог Албаније која није добила потребну већину јер Косово није примљено у УНЕСКО, од 142 чланица 92 чланова гласало је за, док је 50 било против. Било је 29 уздржаних.

#### Криза око рудника Трепча октобра 2016.
Дана 8. октобра 2016. године, Скупштина Косова усвојила је у другом читању Нацрт закона о металуршком комбинату Трепча којим се предвиђа 80% власништва владе у Приштини над Трепчом и улазак владе у могућа партнерства са приватним сектором. Радници тог рударског комбината су запретили затварањем тог рудника и обуставу производње.

#### Криза поводом воза Београд-Косовска Митровица 14. јануара 2017.
Дана 14. јануара 2017. године, воз (декорисан фрескама српских манастира на Косову и Метохији и натписима Косово је Србија) који је ујутру из Београда кренуо за Косовску Митровицу заустављен је поподне у Рашкој, на последњој станици пре административне линије са Косовом и Метохијом. Након демонстрације силе и претњи са косовске стране административне линије да ће пруга бити минирана и информација да ће машиновођа и путници бити похапшени, одлучено је да воз са станице у Рашки врати за Београд.

## Ескалација 2018/19. године

### Убиство Оливера Ивановића и криза Бриселских преговора
Један од најпознатијих политичких представника Срба на Косову и Метохији Оливер Ивановић убијен је 16. јануара 2018. године рано ујутру испред канцеларије своје странке у Косовској Митровици. Косовска полиција саопштила је да су на месту убиства Оливера Ивановића пронађени "одређени докази" који ће се користити у даљем току истраге. Пронађено је и запаљено возило марке "опел астра" без регистарских ознака, за које полиција сумња да је повезано са случајем убиства. Оно што је претходило његовом убиству су били локални избори 2017. године, када су га његови политички противници, али и високи државни званичници попут Марка Ђурића оптуживали за издају и сарадњу са Албанцима. На појединим прорежимским телевизијама у Србији је кружио спот где се Ивановић такође оптужује за издају, а током кампање му је и запаљен аутомобил. У свом последњем интервјуу за недељник Време изјавио је да се "људи на Северу Косова више боје локалних Срба криминалаца него Албанаца". Делегација Србија која је требало да настави техничке преговоре са Приштином прекинула је дијалог у Бриселу, и вратила се у земљу. Председник Србије Александар Вучић изјавио је да је реч о терористичком чину, да је Србија захтевала од Унмика и Еулекса да се органи Србије укључе у истрагу, а да ће, ако то не буде случај, свакако водити своју истрагу, и да ће убице Оливера Ивановића бити пронађене. Ивановић је од 27. јануара 2014. године, заједно са четворицом Срба, био у притвору у Косовској Митровици због наводног ратног злочина над цивилним становништвом на Космету 1999. и 2000. На суђење је чекао притворен годину дана, а укупно у притвору провео је три године. Због одбијања да га пусте да се брани са слободе Оливер Ивановић је 7. августа 2015. почео штрајк глађу, док је 14. августа због нарушеног здравља пребачен у болницу у Косовској Митровици. Осуђен је 21. јануара 2016. године на девет година затвора. Одлуком судског већа Апелационог суда 16. фебруара 2017. године у Приштини укинута је првостепена пресуда Оливеру Ивановићу и наложено је ново суђење. Суд је одлучио да Ивановић још неко време остане у притвору, али је наложио првостепеном суду да што пре реши питање притвора. Дана 21. априла исте године Судско веће Еулекса укинуло је кућни притвор Оливеру Ивановићу и он се убудуће бранио са слободе до 16. јануара 2018. године када је убијен испред канцеларије своје странке у Косовској Митровици.

### Хапшење Марка Ђурића у Косовској Митровици
Дана 26. марта у Косовској Митровици полиција РОСУ је ухапсила шефа преговарачког тима Марка Ђурића и одвела га у Приштину. Након извођења пред прекршајног судију Ђурић је спроведен у централну Србију преко Мердара. Приликом хапшења у сали Митровачког двора косовска полиција користила сузавац и шок-бомбе. Најмање шест повређених. У Београду је одржана седница Савета за националну безбедност.

### Амерички десант на Газиводе
Дана 4. августа, укупно девет борбених возила америчких снага и неколико десетина војника заузело је подручје око језера Газиводе, а надлетао је и хеликоптер Кфора, да би се после пар сати повукли. На прилазу језеру остала су још два возила са неколико војника. Главни прилазни пут према језеру и брани се гради, а на самом почетку зоне градње била су паркирана три војна џипа. Ту је било двадесетак америчких војника. Амерички војници су екипи РТС рекли да су на редовној вежби и да симулирају акцију запоседања и обезбеђивања објеката од јавног значаја. На питање због чега су дошли на језеру Газиводе, које се последњих дана помињало као простор који може бити блокиран, они су рекли да њихова активност није стриктно повезана са тим и да за друге информације треба да се обрате команди Кфора. И из команде Кфора у Приштини саопштено је да се ради о унапред планираној активности и да није у питању стављање под контролу језера Газиводе. Језеро Газиводе има стратешки значај за север Косова, не само за четири српске општине, већ и за албанске, јужно од реке Ибар. Језеро и хидроцентрала Газиводе код Зубиног Потока и трафостаница Валач су кључни енергетски ресурси на северу Косова, у власништву "Електропривреде Србије". Газиводе су у протеклом периоду биле често помињане као "мета" приштинских власти, које желе да их "укључе" у косовски енергетски систем. Дан касније америчке снаге су се повукле са територије Северног Косова.

### Десант РОСУ на Газиводе
Око 60 припадника косовских специјалних снага упало је ујутру 29. септембра у Центар за екологију и развој спорта у Зубином Потоку, а затим се распоредили око језера и хидроелектране Газиводе. Припадници РОСУ упали су у Зубин Поток како би обезбедили трасу којом се кретао косовски председник Хашим Тачи током посете језеру, на ком је боравио до 14 часова. Тачи је рекао да није имао намеру да изврши провокацију и да неког изнервира већ да "види природне лепоте језера". Тачијева посета веома је узнемирила и изненадила мештане Зубиног Потока. Како је за РТС рекао председник те општине Стеван Вуловић, то је био један ненајављен "упад највећег ратног злочинца". Вуловић истиче да је у Зубином Потоку тренутно мирно а највећи проблем је, каже, био смирити становништво које је желело да "правду узме у своје руке". Председник општине Зубин Поток демантовао је писање медија да има ухапшених у акцији РОСУ. Информације о хапшењу демантовао је и заменик команданта косовске полиције за север Бесим Хоти. Овим поводом огласио се и главни портпарол КФОР-а Винћенцо Грасо који је рекао да та мисија није била обавештена да ће припадници РОСУ ући на север Косова. Додао је да КФОР шаље своје јединице у Зубин Поток где ће испитати ситуацију. Далибор Јевтић из Српске листе рекао је да је јутрос створена ситуација пуна тензија и да се није знало због чега су се припадници РОСУ упутили на Газиводе. Јевтић је додао да је можда циљ јутрошњих дешавања био да се скрене пажња са протеста опозиције у Приштини. Министар полиције Небојша Стефановић је, поводом дешавања на Косову, наложио директору полиције да све специјалне и посебне јединице полиције стави у стање највише приправности. Како је истакао, Министарство унутрашњих послова наставља да прати развој ситуације и предузеће све мере које држава буде наложила. Центар за екологију и развој спорта отворен је недавно, а председник Србије Александар Вучић обишао га је приликом последње посете Косову.

#### Стављање Војске Србије у стање борбене готовости
Председник Србије Александар Вучић наредио је 29. септембра стављање комплетне Војске Србије у стање највише борбене готовости, потврђено је "Танјугу" у Кабинету председника, који је и врховни командант Војске Србије. Вучић ће се у 21 сат обратити јавности.

### Неуспех примања Косова у Интерпол и економска блокада робе из Србије и Босне и Херцеговине
Власт у Приштини је 30. октобра је најавила да ће на Дан Албанске заставе 28. новембра основати Војску Косова. Дана 6. новембра Косовска влада је увела царине од 10 процената свих производа из Србије и БиХ. Дана 10. новембра ЕНТСО-Е је одбио захтев Приштине да преузме од Србије електромрежу, тј. дистрибуцију струје на северу Космета захваљујући гласовима Мађарске, Румуније и Бугарске. Косовски премијер Рамуш Харадинај је 19. новембра рекао да је циљ ембарга да Србија за месец дана призна независност Косова или ће власт бити срушена на улицама у Београду.

#### Одбијање пријема Косова у Интерпол
Дана 20. новембра захтев Косова није прошао ни у првом ни у другом кругу гласања за пријем Косова у Интерпол. Против пријема Косова у Интерпол гласала је 51 држава, 68 је било за, а 16 земаља је било уздржано. Гласању је претходила пауза која је одређена како би делегације изашле из сале и како би САД, Велика Британија и Турска извршиле додатни притисак на земље-чланице пре другог круга гласања. Прве су подршку Србији пружиле Намибија, Румунија, Венецуела и Суринам. У корист Србије су се за реч јавиле Шпанија, Мароко, Кипар, Кина, Белорусија и Русија. Предлог за гласање дошао је на дневни ред пошто је одбијен захтев Кине, Шпаније, Кипра, Аргентине, Суринама и Србије да одбаце декларацију о чланству Косова. Влада Косова је оптужила Србију за "агресивну и дивљу кампању Владе Србије", додајући да гласање против Косова иде руку под руку са криминалом и криминалцима и да стога нико не би требало да буде срећан.

#### Увођење таксе од 100% на робу и производе из Србије и Босне и Херцеговине и паљење српских производа
Влада Косова је 21. новембра увела нову тарифу од 100 процената за производе из Србије и Босне и Херцеговине у циљу јачања домаће производње, економије и државности Косова. Дана 22. новембра председник Србије Александар Вучић у разговору са представницима Срби са Косова и Метохије и истакао да их неће оставити на милост и немилост и додао да је Кфор зауставио јединице Росу када су кренули ка северном делу Космета. Председник Српске листе Горан Ракић истакао је да је народ на Косову и Метохији уплашен и да од српских власти и народа у Србији очекује подршку. Директор Здравственог центра у Косовској Митровици Милан Ивановић рекао је да све ово што се сада дешава на Косову није ништа ново и да се ради у договору са великим силама. Ректор Универзитета у Приштини са привременим седиштем у Косовској Митровици Раде Грбић упозорио је да за пар дана рад Универзитета може бити потпуно прекинут. Председник је истакао да одлука о повећању такси није цивилизацијска нити разумна одлука и да Србија неће узвраћати сличним мерама, јер жели да остане поуздан партнер. Полиција Косова ухапсила је 22. новембра неколико грађана који су у строгом центру Приштине, на тргу Скендербег, запалили неке од српских производа. Приштинска телевизија Т 7 је директно преносила тај догађај. И у неким другим срединама на Косову данас су паљени производи из Србије као реакција на одлуку Владе Косова да повећа таксу за увоз тих производа са 10 на 100% и забрани продају артикала у којима као земља увоза није наведено Уставно име Косова.

#### Ванредна седница Кризног штаба четири општине на северу Косова и протести
У јутарњим сатима 23. новембра, Специјалне снаге косовске полиције на северу Косовске Митровице ухапсиле ујутро четворицу Срба. Након саслушања у јужном делу Митровице, њима је одређен притвор од 48 сати. Полиција објашњава привођења истрагом о убиству Оливера Ивановића. Рано ујутру чули се пуцњи и сирене за опасност. Горан Ракић је позвао Кфор да дође у северни део Косовске Митровице и да објасни народу то што су јуче рекли да све држе под контролом и да нема померања снага припадника РОСУ. Велики број грађана који се раније окупио на Тргу цара Лазара, како је рекао Ракић, узнемирени су због јутрошњих дешавања. Ракић је позвао грађане на уздржаност.
Међутим, косовска страна имала је другачије објашњење. Полиција објашњава привођења истрагом о убиству Оливера Ивановића. Косовски министар унутрашњих послова Екрем Мустафа указује да хапшење нема везе са етничком или верском припадношћу, већ само са чињеницама да су ухапшени извршили кривична дела. Косовске безбедносне снаге или неке друге војне снаге нису распоређене на север Косова, саопштио је Кфор и навео да је оно што се догодило јутрос била само полицијска операција. Није спроведена никаква незаконита операција или војна акција, и није било опасности по безбедност и сигурност грађана Косова, наведено је у саопштењу Кфора. Ухапшене су три особе српске националности, док је једна у бекству. Касније ће се испоставити да је та особа у бекству Милан Радоичић, потпредседник Српске листе, човек који је означен од појединих људи као онај који контролише Север Косова и који такође иза себе има више кривичних дела.
Председник Александар Вучић одржао је 23. новембра ванредне састанке са шефовима Војске и полиције и других безбедносних служби. Због упада РОСУ на север Косова, одржана ванредна седница Владе Србије. Председница владе Ана Брнабић отказала је најављене активности и од јутра је у Председништву Србије, где су у току састанци председника Александра Вучића са шефовима снага безбедности и командантима свих војних и полицијских јединица.
У Косовској Митровици 23. новембра, нешто после 20 сати, почела друга, ванредна седница Кризног штаба четири општине на северу Косова и Метохије. На седници је најављено анализирање политичко-безбедносне ситуације на северу Косова и Метохије. Први састанак кризног штаба, којем су присуствовали представници општина Косовска Митровица, Лепосавић, Звечан и Зубин Поток одржан је данас пре подне, након што је јутрос РОСУ упала на север Косова и ухапсила четворицу Срба, који су, како Приштина наводи, повезани са убиством Оливера Ивановића у јануару 2018. године.
На седници штаба општина Косовска Митровица, Звечан, Лепосавић и Зубин Поток донети су закључци:
1. Да се укину таксе на српске производе јер ће се због оваквих мера Срби иселити са ових простора
2. Да се одмах пусте ухапшени грађани Косовске Митровице или да се понуде валидни докази
3. Да се сачува мир и безбедност, да то обезбеде и гарантују Кфор и надлежне међ. институције на КиМ
4. Да се одрже мирни и ненасилни једносатни протести против политичког и полицијског терора Приштине над Србима[54].

Председник општине Зубин Поток Стеван Вуловић, општински челници и директори јавних предузећа одржали су састанак и договорили мере као одговор на новонасталу кризу на КиМ. Они су најавили да ће од 12 до 13 часова бити затворене све продавнице, али да ће јавне установе, школе, вртићи радити нормално. Такође, за исти период су најавили блокаду прелаза Брњак, као и магистралног пута у селу Зупче. Преко тог прелаза од јутрос ниједан камион није прошао, јер им, како кажу, није исплативо. На прелазу Јариње је вишесатни застој. Цариници кажу да је то због редовне контроле. Ни на том прелазу нема камиона са робом из централне Србије.
Косовски премијер Рамуш Харадинај поновио је у интервјуу за РТК2 да ће порез од 100% за робу из централне Србије бити укинут "када дође до међусобног признавања Србије и Косова".
Дана 24. новембра у Основном суду у Приштини завршена је седница суда поводом одлучивања о предлогу специјалног косовског тужилаштва да се одреди притвор до 30 дана тројици Срба, ухапшених јуче у Косовској Митровици због наводне умешаности у убиство лидера косовске Грађанске иницијативе СДП Оливера Ивановића.
Дана 27. новембра, градоначелници четири општине са српском већином на северу Косова поднели су оставке на своје функције. Истог дана одржан је протест испред канцеларије Европске уније и Еулекса у северном делу Косовске Митровице.

### Формирање војске Косова
Дана 3. децембра, премијер самопроглашене државе Косово Рамуш Харадинај и председник косовског парламента Кадри Весељи најавио је да ће 14. децембра на скупштинско разматрање ставити формирање Војске Косова. Дана 13. децембра, више од 45 возила Кфора ушло је на север Косова и Метохије, нешто пре 10 часова. Крећу се у колони и, према информацијама са терена, иду у правцу Лепосавића.

#### Проглашење војске Косова
Дана 14. децембра, Косовски парламент усвојио је данас пакет од три закона: Закон о косовским безбедносним снагама, Закон о служби у косовским безбедносним снагама и Закон о министарству одбране. Тиме је омогућена трансформација Косовских безбедносних снага у косовску војску. Посланици Српске листе нису присуствовали седници. У јужном делу Косовске Митровице већинско албанско становништво је вест о усвајању закона који омогућавају трансформацију КБС у војску прославило уз петарде. Председник Српске листе Горан Ракић изјавио је да је усвајањем закона о формирању војске Приштина на најгрубљи начин напала мир, безбедност и сигурност и позвао Србе на мир, суздржаност и да не наседају на провокације. Влада Србије је најоштрије осудила одлуку Приштине која води ка трансформацији косовских снага безбедности у војску Косова и оценила да је то до сада највећа претња Приштине регионалном миру. Министар спољних послова Србије Ивица Дачић је изјавио да ће Србија затражити одржавање хитне седнице СБ УН због најгрубљег кршења резолуције СБ УН 1244 доношењем одлуке Приштине о формирању војске Косова. Председник Србије и врховни командант Војске Србије Александар Вучић је на непознатој локацији обишао специјалне јединице Војске Србије. Министар унутрашњих послова Небојша Стефановић обишао је данас припаднике Жандармерије у бази у Липовици и уверио се у њихову борбену готовост и спремност.

### Инцидент код Куршумлије
Група наоружаних косовских Албанаца 27. фебруара 2019. године испалила више рафала у куршумлијском селу Растелица у близини контејнера где бораве дрвосече, изјавио је за агенцију Бета један од радника који је био у шуми Миломир Стевановић (47). Инцидент се догодио протекле ноћи, а Стевановић, који ради у предузећу "Сунце транс”, које за Србија шуме изводи радове, остао је сам у контејнеру на око 2 km од административне границе са Косовом, док су остали радници отишли у Куршумлију по намирнице. Стевановић је казао да је са оближњег брда на око 400 m од радничког контејнера испаљено неколико рафала из аутоматског оружја. "Пуцњава је трајала око пет минута, а ја сам побегао у шуму, на супротну страну, како бих пронашао сигнал за мобилни телефон. Нашао сам га на неколико километара од контејнера и позвао полицију и колеге”, рекао је Стевановић. Истовремено, недалеко одатле у селу Растелица, у пет домаћинстава су покрадене вредније ствари. Мештанин Миломир Ераковић (63) у изјави за агенцију Бета казао је да су становници тог села у страху и да за њих у том крају нема живота.

### Платформа Приштине о недељивости граница Косова
Дана 7. марта, у такозваној косовској скупштини усвојена платформа о "коначном, инклузивном и правно обавезујућем споразуму за нормализацију односа Београда и Приштине" предвиђа реципрочно признање унутар постојећих граница и повлачење Резолуције 1244. Платформа садржи увод и 11 принципа на основу којих ће деловати приштински тим за дијалог. У њој се наводи да је политички приоритет Косова да постигне споразум са Србијом, који би Приштини омогућило чланство у Савету Европе, Европској унији и Уједињеним нацијама, преносе медији. Платформа предвиђа постизање споразума са Београдом уз посредовање ЕУ и уз подршку САД, који би и били гаранти његове примене. Од Србије се очекује да "прекине све активности у вези са признавањем косовске независности од стране других држава и да не омета Косово на путу ка међународним организацијама". Платформом је предвиђено и успостављање суда за "злочине Србије на Косову", пренео је Танјуг. У платформи пише и да природни ресурси Косова, а посебно "језеро Газиводе и рудник Трепча на Северу, представљају део "суверене територије републике Косово". Директор Канцеларије за КиМ Марко Ђурић изјавио је да је Приштина платформом коју је усвојила о дијалогу са Београдом послала поруку да је ово крај дијалога. Одлука привремених институција у Приштини да усвоје платформу у којој се каже да је једини могући исход дијалога признање, не третирајући права и положај Срба представља "ексер у ковчег" дијалога, рекао је Ђурић вечерас у обраћању јавности. Он је рекао и да је тиме Приштина ставила Србију у најтежи положај још од 2011. године и показала целом свету да не жели дијалог. У Косовској Митровици завршен је протест Срба са којег је поручено да ће се борити за своја права и права њихове деце која зависе од комбината "Трепча", у ком ради око 3.000 Срба са севера Косова и Метохије, те да неће одустати од борбе за свој живот, слободу, останак и опстанак на простору јужне покрајине. Ђурић је додао да је председник Александар Вучић заказао за сутра у 8.30 хитну седницу Савета за националну безбедност.

#### Седница Савета за националну безбедност
Дана 8. марта премијерка Ана Брнабић изјавила је новинарима Платформа Приштине је трећи и завршни ударац дијалогу, након седнице Савета за националну безбедност, коју је председник Србије Александар Вучић сазвао након усвајања платформе, и додала да је тај документ супротан здравом разуму. Брнабићева је истовремено рекла да ће реакција Србије бити, као и увек, одмерена.

### Инциденти април — октобар 2019
Дана 4. априла на северној страни главног моста на Ибру у Косовској Митровици исписани су графити "ОВК", "Косово Албанија" и слични, пренео је "Радио Контакт плус", којем је у косовској полицији речено да ће покренути истрагу о томе. У поподневним сатима истог дана око 40 војника Кфора, међу којима су били и припадници албанске војске, прошетало је данас главном улицом Северне Косовске Митровице, што је изазвало видно узнемирење грађана тог дела Косова и Метохије, у којем већином живе Срби.

#### Напад РОСУ на Север и масовна хапшења
Након најаве председника Србије Александра Вучића да очекује нови напад Албанаца на северни део Космета почетком месеца, у раним јутарњим часовима 28. маја око 6.40 почела је акција хапшења припадника косовске полиције српске националности широм северног дела Косова и Метохије. Након хапшења у Косовској Митровици, и Рудару, јединица РОСУ са око 30 борбених возила упутила се према Зубином Потоку. У месту Вараге долази до лакшег оружаног сукоба након што су мештани поставили барикаде на магистралном путу. Након пробијања барикаде, према незваничним информацијама, отворена је ватра из оближњих кућа према припадницима РОСУ, на шта су они узвратили истом мером. Након тога су ухапсили 6 лица која су пружала отпор и ометала даљи ток акције, разбијена су два локала, неколико аутомобила који су се налазили на оближњем паркингу. У истој акцији приведена су и два припадника УНМИК-а, од тога један руске националности, који је задобио лакше телесне повреде. Приведено је укупно 13 Срба припадника косовске полиције, и 6 цивила. Неколико Срба је задобило тешке и лакше телесне повреде током ових сукоба, повређена су и два албанска полицајца. Ухапшено је до краја дана укупно 28 особа, од тога 19 полицајаца и девет цивила. Преко 100 особа је повређено и две особе су теже рањене.
Дан након ове акције у српским медијима појавила се фотографија са оригиналним списком припадника РОСУ која су извршавала хапшења, и даље није јасно како су тачно дошли у посед тако осетљивих докумената, иако је пренесено да су полицајци изгубили документ током акције.

#### Упад Росу на Север 16. октобра ујутру
Дана 16. октобра око 5 сати и 50 минута дошло је до упада више од 25 оклопних возила и џипова РОСУ и око 100 припадника те специјалне јединице на север КиМ. Кад је почела акција није било никаквих информација, али се два сата касније огласила косовска полиција која је саопштила да је у раним јутарњим часовима у Северној Косовској Митровици спровела акцију у вези са убиством Оливера Ивановића. Наводи се да се трага за другим осумњиченим полицајцем. У акцији Росу на северу Косова ухапшена су два Србина. У државном врху нам је потврђено да је акција изведена рано јутрос. О акцији на северу Косова већ су обавештени Брисел, Вашингтон, Москва и Пекинг. Нешто касније косовска полиција је саопштила да је ухапшен полицајац у вези са убиством Оливера Ивановића, као и још један осумњичени код кога је пронађено оружје. Приштински лист "Косова прес" јавља да је један од ухапшених полицијски истражитељ на северу КиМ Раде Басара, који је водио истрагу о убиству Оливера Ивановића и за кога се сумња да је скривао доказе. Косовска полиција није успела да ухапси трећу особу, команданта косовске полиције за Север Жељка Бојића. Ухапшени су одведени у Приштину, а како се наводи, операција се наставља у општини Лепосавић.

## Нови преговори у Бриселу и Вашингтону 2020. године

### Оставка владе Рамуша Харадинаја и први долазак Аљбина Куртија

#### Ванредни парламентарни избори 6. октобра 2019. године
После оставке "косовског" премијера Рамуша Харадинаја 19. јула 2019. године због позива да се одазове "специјалном суду за ратне злочине", пала је и "косовска" влада. Одлазећа косовска Влада формирана је 9. септембра 2017. године. Харадинај је као премијер крајем претходне године донео одлуку о стопроцентним таксама за сву робу која стиже из Србије и тако је потпуно стопирао преговоре између Београда и Приштине. Косовски председник Хашим Тачи расписао је 26. августа ванредне парламентарне изборе за 6. октобар. ЛДК и Самоопредељење освојили су 6. октобра 2019. године око 30 одсто гласова, према проценама након затварања бирачких места на Косову. Списак бившег премијера Харадинаја је пропао. Српска листа победила је у српским срединама.

#### Избор и брз пад прве владе Аљбина Куртија
На изборима за народне посланике у октобру 2019. опозициона странка Самоопредељење се појавила као највећа фракција у парламенту, завршивши непосредно испред Демократске лиге Косова. Две странке формирале су нову владу 3. фебруара 2020. године, а лидер Самоопредељења Аљбин Курти био је премијер. Курти је изабран за премијера са 66 гласова и десет суздржаних. 34 опозициона посланика бојкотовала су гласање и напустила зграду Скупштине. Коалиција је убрзо пропала, јер је Демократска лига Косова поднела захтев за изгласавање неповерења 25. марта 2020. године због неслагања око поступања са пандемијом ковида 19. Предлог је усвојен, а 82 члана скупштине гласало је за, први пут да је косовска влада пала на такав начин. Куртијев кабинет наставио је са радом као привремена влада, док је лидер Демократске лиге Косова Авдулах Хоти покушао да формира владу. Иако су Курти и Самоопредељење довели у питање Хотијеву подобност да буде премијер, тврдећи да влада не може бити формирана без странке која је на претходним изборима освојила највише места, 28. маја Уставни суд је потврдио да Демократска лига Косова има право на формирати владу без нових избора. Суд је пресудио да након што странка која је победила на изборима поново није успела да формира нову владу, друга странка је то могла, а Хоти би могао да буде одобрен за премијера на парламентарном гласању.

#### Прелазна влада Авдулаха Хотија и нови преговори у Бриселу и споразуми Вашингтону
Доналд Трамп је 4. октобра 2019. поставио Ричарда Гренела за специјалног изасланика председника САД за мировне преговоре о Косову. После вишемесечних дипломатских разговора, Гренел је 20. јануара 2020. помогао спровођењу преговора између Србије и Косова. Обе стране су се договориле да обнове (поново успоставе) летове између својих главних градова, након више од две деценије обуставе.
Дана 3. јуна 2020. године, Авдулах Хоти је изабран за премијера гласовима 61—24, са једним уздржаним гласом. Влада Авдулаха Хотија потрајала је нешто више од пола године, али је током њеног мандата обновљен Бриселски дијалог који је прекинут током владе Рамуша Харадинаја и Аљбина Куртија због одбијања укидања такси од 100% на српску робу на КиМ. Током Хотијевог мандата у преговарачки процес су ушле и САД као посредник у преговорима две стране водио је Ричард Гренел известилац председника САД о дијалогу Косова и Србије. Састанак председника Косова Хашима Тачија и представника Србије, који је требало да буде одржан 27. јуна у Вашингтону на Гренелову иницијативу, отказан је након што је Специјализовано тужилаштво у Хагу обелоданило оптужницу за ратне злочине против тадашњег косовског председника Хашима Тачија. Ричард Гренел, известилац америчког председника за дијалог Косово-Србија, најавио је у петак 14. августа нови састанак између Косова и Србије за 2. септембар. Међутим, портпарол Савета за националну безбедност САД Џон Улиот рекао је 22. августа да је саветник за националну безбедност Роберт О’Брајен позвао лидере Србије и Косова у Вашингтон 4. септембра. Председник Србије Александар Вучић најавио је исти дан да ће се представници Србије и Косова састати у Вашингтону 3. и 4. септембра, јер "постоје индиције" да ће "у случају да се догоди нешто важно" на састанак доћи и амерички председник Доналд Трамп. Хоти и Александар Вучић, председник Србије, потписали су 4. септембра 2020. године у Белој кући споразум о нормализацији економских односа Србије и Косова у присуству Доналда Трампа, председника Сједињених Америчких Држава. Договор обухвата слободнији саобраћај, укључујући железнички и друмски саобраћај, док су се обе стране договориле да раде са Извозно-увозном банком Сједињених Држава и Америчком међународном корпорацијом за финансирање развоја и да се придруже Мини шенгенској зони, али споразум такође укључује узајамно признавање између Израела и Косова.

## Промена власти у Приштини и нови сукоби 2021. године

### Повратак Аљбина Куртија

#### Пад Хотијеве владе и нови ванредни парламентарни избори 14. фебруара 2021. године
Дана 21. децембра 2020. године, Уставни суд је пресудио да је глас Етема Арифија из мањинске Ашкалијске партије за интеграцију у корист Хотија био неваљан (јер је Арифи осуђен за превару) и сходно томе влада није добила подршку већине Скупштина. Као резултат, расписани су нови избори за 14. фебруар 2021. године, док је Хотијева влада наставила као прелазна влада. Покрет Самоопредељење јена изборима однео убедљиву победу.

#### Избор друге владе Аљбина Куртија и нова криза Бриселских преговора
На ванредној сједници Скупштине Косова 22. марта је изабрана друга нова Влада Косова на чијем је челу премијер Албин Курти, лидер Покрета "Самоопредјељење", преноси агенција Анадолија. За нову владу гласало је 67 посланика, 30 је било против и није било уздржаних. Проста већина или 61 глас од 120 посланика била је довољна за избор Владе.

### Нова ескалација сукоба и пропаст Бриселског споразума
Дана 15. септембра је истекао споразум о таблицама постигнут у оквиру Бриселског споразума. Возачи су том одлуком приморани да са аутомобила скину регистарске ознаке Републике Србије и поставе привремене "РКС” таблице које коштају пет евра и важе два месеца. Медији су 18. септембра пренели да припадници Косовске полиције од увече постављају монтажне контејнере у близини административног прелаза Јариње. Дана 19. септембра 2021. године, директор владине Канцеларије за Косово и Метохију Петар Петковић упозорио је да власти у Приштини планирају да од сутра скидају српске регистарске таблице на административним прелазима и замењују их такозваним привременим приштинским пробним ознакама. Петковић је у писаној изјави оценио да је у питању "најопаснија провокација и претња” по српски народ на Косову и Метохији од када је Аљбин Курти поново изабран за косовског премијера. Косовска полиција потврдила је 19. септембра увече да се у близини административног прелаза Јариње постављају контејнери, наводећи да је циљ те акције побољшање инфраструктуре, то јест услова за рад полицијских службеника. У близини Јариња пристигла су теретна возила која преносе контејнере и опрему у пратњи полиције. Радови су се вршили два дана. Код новопостављених контејнера налазио се већи број полицијских патрола – седам аутомобила и један комби, а приметно је да су радови у току.

#### Одузимање српских регистарских таблица и нове блокаде на Јарињу и Брњаку
Припадници специјалне јединице Росу су од 20. септембра ујутру на прелазу Јариње започели да претресају грађане који су се пешице упутили ка централној Србији, јер другачије не могу да пређу. Прелаз је блокиран у оба правца, а незадовољни Срби са севера Косова окупили су се на Јарињу како би изразили протест због одлуке приштинских власти да уведе реципрочне мере према Србији и налога да сва возила са српским регистарским таблицама при уласку на Косово морају да ставе пробне косовске таблице, преноси Косово онлајн. Са Србима окупљеним на Јарињу налазе се и представници Српске листе, који су затражили од Београда и међународне заједнице да им помогне у решавању овог проблема. Председник Српске листе Горан Ракић позвао је данас са административног прелаза Јариње председника Србије Александра Вучића да помогне Србима на КиМ после доласка јединица Росу и почетка одузимања српских регистарских таблица. Ракић је позвао Вучића да помогне народу и да реагује у складу са могућностима. Како је изјавио, ово није акција, већ реакција на оно што је урадила Приштина. На административни прелаз Јариње, где су се окупили Срби, поред Ракића су дошли и градоначелници Лепосавића Зоран Тодић и Северне Митровице Милан Радојевић. Представници Српске листе од јутрос инсистирају на међународне представнике да својом реакцијом "охладе усијане главе” у Приштини како не би дошло до даље дестабилизације у јужној српској покрајини, изјавио је потпредседник Српске листе Игор Симић. Гостујући на Танјуг ТВ, Симић је рекао да од Приштине нису добили званични одговор зашто су од јутрос специјалне јединице РОСУ на административним прелазима Брњак и Јариње. Истакао је да се тим једностраним потезом Приштине угрожава мир на северу КиМ и да су десетине блиндираних возила и наоружаних специјалаца на административним прелазима "ударац на сваку српску породицу”. Симић је рекао да је циљ Приштине да се Србима онемогући нормално кретање и да им се одузму ознаке са српским регистарским таблицама. Због таквог потеза Приштине, Симић је рекао да се на Брњаку окупило између 120 и 130 путничких возила и Срба, а на Јарињу више од 330 возила и више стотина грађана који су "бесни и огорчени и који негодују због те одлуке”. Апеловао је на грађане да остану суздржани и да не реагују на провокације. Нагласио је да се на тај начин Србима одузима право на слободно кретање и подсетио да све што је потребно за нормалан живот грађана на северу КиМ долази из централне Србије - лекови, храна, а више од 50 здравствених возила не може нормално да функционише и не могу да пруже адекватно лечење. Симић је казао да се таквом одлуком и једностраним потезом Приштине крше сви споразуми из Брисела. Истакао је да српска страна остаје при томе да се сви проблеми решавају разговором и договором. У документу који је потписао министар унутрашњих послова привремених институција у Приштини Џељај Свечља, а на основу кога су специјалне јединице распоређене на административним прелазима како би одузимале регистарске таблице са српским ознакама, пише да су у обавези сви са српским ознакама да их замене пробним косовским таблицама. У документу пише и да се обезбеђивање пробних таблица врши на свим прелазима, да су возачи у обавези да пробне таблице поставе на потребна места спреда и позади возила, аи да је рок важења таблица 60 дана, преносе приштински медији. Такође, пише и да је такса за пробне таблице пет евра, да ће странке бити снабдевене са потврдом због уверења о регистрацији возила. У документу се наводи да су Агенција за цивилну регистрацију и полиција Косова у обавези да имплементирају одлуку. Документ ступа на снагу од дана потписивања. Косовска полицијска служба (КПС) обавестила је српску полицију да ће таблице возила са ознакама са севера Косова бити одузимане. Такође је КПС навела да ће возила која имају таблице са ознакама из централне Србије морати да узимају пробне ознаке и да плаћају осигурање. Како јавља Спутњик, Игор Симић, потпредседник Српске листе, саопштио је да су Срби са Косова и Метохије бесни због потеза Приштине да на административне прелазе Јариње и Брњак пошаље специјалне јединице Росу. Како је навео, Срби иду ка административним прелазима и тренутно је око 300 возила Срба на Јарињу и више од 100 на административном прелазу Брњак. Потпредседник Српске листе Игор Симић потврдио је да су специјалне јединице Росу јутрос на административним прелазима Јариње и Брњак јутрос распоредиле 20 возила, од којих више од 10 блиндираних, и додао да су припадници те јединице "наоружани до зуба”. Он је саопштио да је Председништво Српске листе тим поводом одржало седницу и да су у току покушаји да се у контакту са представницима међународне заједнице укаже на опасност ситуације и пронађе решење. Симић је гостујући на ТВ Пинк пренео да су грађани са севера КиМ узнемирени овом "демонстрацијом силе”, коју је довео у везу са заменом таблица на прелазима коју је најавио премијер привремених приштинских институција Аљбин Курти. Он је апеловао на грађане да остану уздржани и не наседају на провокације иако је у питању, како је истакао, брутално кршење споразума о слободи кретања и Бриселског споразума. Директор Канцеларије за Косово и Метохију Петар Петковић оценио је данас да је скандалозно понашање Аљбина Куртија који од раног јутра шаље специјалне јединице Росу који су до зуба наоружани са преко 20 оклопних возила на административне прелазе Јариње и Брњак како би се кренуло са одузимањем и скидањем српских таблица. Петковић је поручио Куртију да српски народ неће немо посматрати оно што се дешава јер укидањем тих таблица се укида живот на северу Косова и Метохије, али и да Бриселски споразум није шведски сто са којег Албанци могу да узимају оно што им одговара, а да не поштују оно што им не одговара. Или ће се тај споразум поштовати или га неће бити. Премијер привремених приштинских институција Аљбин Курти тврди да одузимање српских таблица на Косову и Метохији није била жеља Приштине, већ нешто што је наметнуто "с друге стране”, мислећи на Србију, пише Коха. Курти је у Скупштини рекао да ће, све док, како тврди, грађани Косова плаћају за таблице када уђу у Србију, на снази бити и обавеза да сва возила имају ознаку "РКС”. Рекао је да је косовска полиција данас предузела "неопходне акције и конфисковала све неважеће таблице” на административним прелазима. Он је додао да је 15. септембра истекао споразум о таблицама постигнут у оквиру Бриселског споразума и навео да је од тада престало издавање таблица са ознаком КС. Кфор је навео да Безбедносна ситуација је стабилна. Кфор за Косово онлајн одговарајући на питање да ли прати актуелну ситуацију и да ли ће уколико буде неопходно распоредити своје јединице у циљу смиривања ситуације на северу Косова пошто су јутрос на прелазима Јариње и Брњак распоређене снаге специјалне јединице Росу. Косовске полицијске снаге бациле су данас сузавац на окупљене грађане код прелаза Брњак. У току је интервенција полицијских снага, а нешто раније из Приштине су упућене додатне снаге Росу на север Косова и Метохије. Специјалне полицијске јединице Росу распоређене су још јутрос на северу КиМ, што је изазвало велику узнемиреност код Срба који тамо живе. Велики број Срба из Грачанице и околних српских села је и на прелазу Мердаре како би извадили пробне таблице. Да би се извадиле пробне таблице неопходно је да се уђе аутомобилима у централну Србију како би косовска полиција евидентирала улаз и излаз. Службеник косовске полиције потврдио је за Косово онлајн да се од сутра привремене таблице могу извадити у општинским регистрационим центрима. Полиција зауставља возила са српским таблицама и упозорава возаче да имају рок од пет дана да изваде привремене таблице. Председник Србије Александар Вучић у вечерашњем обраћању јавности рекао је да власт у Приштини демонстрира силу, и да су на волшебан начин протумачили нешто што нигде не пише. Председник је казао како је извршен најбруталнији напад са 350 до зуба наоружаних припадника полиције. Александар Вучић изјавио је да постоје два споразума која се тичу слободе кретања, из 2011. и 2016. године. У Приштини су на волшебан начин протумачили нешто што нигде не пише, истакао је председник и оценио да тамошња власт демонстрира силу. Наводи да су зауставили возило из Врања са болесницима, и скидали таблице једне суверене државе, јер се њима те таблице не свиђају. Ради се о унилатералној акцији, без договора са било ким, осим можда са њиховим менторима, додао је председник Србије.
Ово је један од најтежих дана за наш народ на северу Косова. Још синоћ смо знали да Приштина планира покрете својих специјалних снага на север, да су јутрос нешто после шест часова те снаге прешле на север. "Имали смо два споразума, из 2011. и 2016, споразуме о слободи кретања. Ради се о тзв. КС таблицама којима је продужавана правна снага до 2021. А онда су они на волшебан начин протумачили оно што нигде не пише, осим можда у глави Аљбина Куртије, а то је када наиђе возило са регистрацијама из централне Србије, на пример из Врања, они га зауставе, прегледају, а затим скидају таблице једне суверене, међународно признате државе, чланице УН, пошто им се не свиђају и кажу "пошто ви нама скидате стикере, ми ћемо вама да скидамо таблице". А то нигде не пише, ни у једном споразуму, објаснио је Вучић и додао да су решили да то спроведу на силу.
Председник Србије је рекао да је акција спроведена без консултација са председницима четири општине у које су специјалци РОСУ дошли. Вучић је рекао шта све није спроведено из Бриселског споразума који је потписан 2013. године. Подсетио је да Приштина више од 3.000 дана одбија да формира Заједницу српских општина.
Председник Србије Александар Вучић поручио је Србима на Косову и Метохији да не наседају на провокације Приштине."Знају наши људи где су њихова снајперска гнезда, каква све оружје имају, кога су убацили 24 сата и 48 сати раније на територију севера, знају наши људи све, као што знамо ми, само молим наше људе да не наседају на провокације”, казао је Вучић у обраћању јавности. Позвао је Србе на Космету да и када протестују да протестују мирно, без инцидената да пусте, како каже, насилнике и силеџије да раде како хоће и шта хоће. "На крају неко ће то морати да прихвати, а Срби сасвим сам сигуран да неће”, навео је.
Вучић је рекао да на Београду је да покуша да очува мир, али истовремено изаћи ће одлучно пред међународну заједницу. "Или ћете спровести Бриселски споразум или немојте више да нас замајавате”. Министарство унутрашњих послова привремених приштинских институција саопштило је да грађани Косова и Метохије од сутра 21. септембра могу да преузму привремене таблице у свим центрима за регистрацију возила након истека споразума од 14. септембра 2016. године. У саопштењу се напомиње да грађани који на излазу из КиМ иду ка централној Србији могу да користе српске таблице, али да на улазу и у саобраћају унутар КиМ морају да користе привремене таблице "РКС”. Након Јариња, транспаренти са натписом "Добродошли у Заједницу српских општина” осванули су 20. септембра увече и у северном делу Косовске Митровице. Плакати су постављени на улазу у град, као и у самом граду. Претходно су грађани који протестују на Јарињу због мера реципроцитета које је увела Приштина развили транспарент на којем пише "Добродошли у Заједницу српских општина”. Окупљени су постављање транспарента поздравили аплаузом чиме су, како се наводи, послали јасну поруку Приштини шта се очекује од привремених приштинских институција и која тачка из Бриселског споразума је најважнија за Србе на КиМ. Грађани тренутно постављају шаторе, што указује да планирају да остану током ноћи на Јарињу. Ситуација је тренутно мирна, припадници Росу су се повукли на одређену удаљеност од грађана који не одустају од протеста упркос киши.
На административним прелазима Јариње и Брњак следеће јутро 21. септембра је освануло мирно, а саобраћај на правцима Рашка - Косовска Митровица и Рибарићи - Зубин Поток и даље је у прекиду. Како је јавила Радио телевизија Србије, грађани су на прелазу Јариње преспавали у шаторима, а и даље су паркирана путничка возила која су грађани оставили претходни дан. На Јарињу око 30 камиона и неколико комби возила чека да уђе на Косово, а прелаз је могућ једино пешице, преноси Бета. Транспаренти са натписом "Добродошли у Заједницу српских општина” постављени су на прелазу Јариње и у северном делу Косовске Митровице, пренели су медији. На административним прелазима Јариње, Брњак и Мердаре одузимају таблице са ознакама са севера Косова, а возила са ознакама из централне Србије морају да узму пробне таблице и да плате таксу. Данас у 10 часова у Београду ће бити одржана седница Савета за националну безбедност, поводом ситуације на административним прелазима и одлука Приштине. Број људи на прелазу Јариње јутрос је знатно већи него током јучерашњег дана. Онима који су провели ноћ на Јарињу у знак протеста због мера које је почела да спроводи влада у Приштини, придружује се све више грађана који су са собом понели воду, храну и топлу одећу. Грађани протестују тражећи повлачење уредбе косовске владе која се тиче регистарских таблица и успостављање Заједнице српских општина, на шта указује и синоћ постављен транспарент, развијен на неколико метара од припадника Росу, а на којем пише "Добродошли у Заједницу српских општина”. Ноћ је на Јарињу протекла мирно и без икаквих инцидената. Окупљени Срби су око запаљених ватри у групицама од око десетак људи остали будни целе ноћи. Припадници јединица Росу нису били приметни. Они су били уз своја блиндирана возила и није било никаквих провокација. Председница привремених приштинских институција Вјоса Османи тврди да је Београд тај који је једнострано деловао од 2016. године и који крши споразуме из Брисела, а не Приштина. Османи је на Фејсбуку позвала Европску унију да изврши притисак на Владу Србије да "одмах прекине с провокацијама Косова и злоупотребом грађана у политичке сврхе”. Она је оценила да се "мере реципроцитета” по питању регистарских таблица не могу сматрати једностраном акцијом већ наводним "деловањем у складу са потписаним споразумима” које би, како је навела, требало да захтева и ЕУ. Османи је оценила да "дестабилизујућа политика Србије” на КиМ и у региону и њени "хегемонистички циљеви” за развој "тзв. српског света” представљају повратак политици Србије из деведесетих. Председник покрета Двери Бошко Обрадовић затражио је данас од Владе Србије да поништи све досадашње Бриселске споразуме и прекине тренутни дијалог са властима у Приштини, који би по његовој оцени требало наставити у Савету безбедности Уједињених нација. Он је у саопштењу додао и да би Влада Србије требало да затражи повратак до 1.000 припадника српског државног особља на Косово, што је предвиђено Резолуцијом 1.244 Савета безбедности УН. Председник покрета Двери је оценио и да су досадашњи преговори у Бриселу били "само на штету српског народа”. Он је истакао и да власт не сме да дозволи да се сепаратисти обрачунавају са голоруким народом, већ мора да реагује рачунајући и употребу војске и полиције. Директор Канцеларије за КиМ Петар Петковић позвао је данас Србе на Косову и Метохији да не реагују на најновије провокације приштинске стране, истичући да ће се Србија борити за свој народ, мир и економски напредак. У току јучерашњег дана Приштина је почела да примењује мере о одузимању таблица, а специјалне јединице Росу широм су севера покрајине. Петковић каже да је такав потез приштинске стране без преседана, те да премијер привремених приштинских институција Аљбин Курти жели по сваку цену да изазове инциденте и нестабилност. Он је поручио да је то последица споразума које је 2011. године потписао Борко Стефановић, тада предводник београдске стране. Он је, према Петковићем речима, 2. јула 2011. године потписао главни споразум о слободи кретања, да би 26. децембра исте године договорен коначан оперативни закључак групе за имплементацију у области слободе кретања. Заменик косовског премијера Бесник Бисљими рекао је да Влада Косова неће формирати Заједницу српских општина (ЗСО) све док се буде сматрало да је штетна за територијални интегритет и институције Косова. Бисљими је синоћ за ТВ Интерактив казао да би по Уставу Косова, ЗСО била неуставна и да Србија није страна у преговорима. Упитан да ли се са Србијом може постићи споразум у наредних 12 месеци, рекао је да то зависи од прорачуна српске стране. Потпредседник косовске владе рекао је да је председник Србије Александар Вучић "лагао” када је рекао да је српска страна изнела предлог за решавање питања регистарских таблица, али да га је одбила албанска страна. Председник Народне скупштине Ивица Дачић рекао је данас поводом инцидената на Косову и Метохији које изазива Приштина да је право питање да ли Европска унија мисли да је Бриселски споразум из 2013. године актуелан или није, поручивши да Србија неће дозволити да се деси етничко чишћење Срба на КиМ. Дачић је рекао и да му све ово делује као проба Приштине да види како ће сви реаговати на "брутално гажење свих договора Бриселског споразума". Он је рекао и да је проблем таблица требало решити у дијалогу, а не применом силе. Он оцењује да се дуго избегава примењивање Бриселског споразума и да уколико је Бриселски споразум важећи онда је неприхватљиво да у сваком саопштењу из Брисела стоји уопштена формулација где се "обе стране позивају на смиривање ситуације”.

#### Седница Савета за националну безбедност 21. септембра
Дана 21. септембра одржана је Седница Савета националне безбедности на којој се разговарало о последњим догађајима на Косову и Метохији и распоређивању Росу снага на административне прелазе Јариње и Брњак почела је нешто после 10.00 часова. Саветом је председавао председник Републике Александар Вучић, а седници, поред осталих, присуствовали су министри Небојша Стефановић, Александар Вулин, као и начелник Генералштаба Војске Србије Милан Мојсиловић и директор БИА Братислав Гашић. Председник Србије Александар Вучић је, обраћајући се медијима након седнице Савета за националну безбедност, да је донето више одлука, закључака, предлога и препорука. Србија тражи повлачење свих трупа које су упале на север Косова и Метохије, хитан одговор ЕУ да ли постоји Бриселски споразум о правном промету. Вучић је поручио да је одбио "тобожње компромисно решење Квинте које би унижавало Србију”. Истакао је да ће Србија наставити да инсистира на очувању мира, пуне стабилности и сигурности, али и пуне сигурности за српско становништво на КиМ. Председник Србије Александар Вучић изјавио је после седнице Савета за националну безбедност, да ће Београд затражити од Брисела хитан одговор да ли и даље постоји Бриселски споразум у правном промету или то више није случај, као и када ће бити формирана Заједница српски општина (ЗСО). Он је позвао Европску унију да утиче на Приштину да без одлагања укине пресуду на две године затвора посланику Српске листе Ивану Тодосијевићу због изјава о Рачку, јер то сматра следећим могућим разлогом за велику кризу. Вучић је рекао да сматра непримереним изјаве из међународне заједнице у којима се изједначава кривица Београда и Приштине и додао да ће Србија бити увек спремна за дијалог али да неће прихватати политику свршеног чина и криминалних акција. Он је рекао да је одбио предлог Европске уније који је представљен као компромисно решење јер сматра да би његово прихватање унижавало Србију. Вучић је рекао да је једино решење повлачење свих трупа са севера Косова и повратак на пређашње стање. Савет за националну безбедност је сагледао и стање у Војсци Србије и систему безбедности, а Вучић је рекао да је веома задовољан и стање борбене готовости, морала и мотивисаности припадника војске да унапреде капацитете. Председник Александар Вучић поручио је данас да Србија не жели да развија осветнички став према Приштини увођењем неких мера, јер од тога нико нема користи и оне се предузимају када држава штити свој интерес. Вучић је новинарима након седнице Савета за националну безбедност рекао да Србија тражи поштовање Бриселског споразума и у оквиру њега формирање Заједнице српских општина. На питање како коментарише синоћњу изјаву Бислимија да заједница српских општина неће бити формирана. Вучић је рекао да је он кључни човек и да једино говори истину када је реч о њиховим намерама према Србима и да његова мржња према Србима толико је велика и тада му треба веровати јер говори истину. Вучић је поновио да се обе стране позивају на попуштање само када је Приштина 100 одсто крива. Када пишу ноту и позивају обе стране то, каже Вучић, значи да "штите албанско чедо или како је зову косовску државу од српског хегемона. А када кажу да је Србија крива, онда то значи да смо направили неку мању грешку. Упитао је шта је Србија урадила да би се догодило ово јуче на административним прелазима са Косовом. Да је Србија прихватила услове који су јој тражени одмах би се повукле РОСУ јединице, али ми те услове нисмо нисмо прихватили, изјавио је данас председник Александар Вучић после седнице Савета за националну безбедност. Како је навео одговарајући на питање шта су тачно нудиле ЕУ и Квинта, навео је, прво да ми тражимо да се јединице Росу повуку без њихових услова. Не дам пристанак на безобразлук, не дам на криминал, не дам на понижавање Србије, поручио је данас председник Србије Александар Вучић и навео да је Савет за националну безбедност прихватио његово образложење и његову одлуку. На питање када се може очекивати повлачење јединица РОСУ и од кога одговор зависи, Вучић је рекао да то зависи од оних који "љуљају” 13-огодишњака у колевци, њихових ментора, да нам кажу да ли хоће или неће.

#### Наставак блокада
Премијер привремених приштинских институција Аљбин Курти позвао је 22. септембра градоначелнике на северу Косова и Метохије да уклоне возила која блокирају путеве, а Србе да се повуку са путева и омогуће слободно кретање. Курти је на седници владе привремених институција поново изнео оцену да је одлука о реципроцитету регистарских таблица поштена и неопходна за Приштину. Он је, такође, рекао да предузете мере важе за све, без дискриминације или привилеговања било кога. Курти је оптужио председника Србије да је једини који има интерес да буде ексцеса. Курти је рекао да је Приштина за дијалог и предложио да и Београд и Приштина укину привремене таблице и тако дозволе грађанима да се крећу што је могуће слободније. Привремене власти у Приштини од понедељка су почеле да на административним прелазима српске регистарске таблице замењују привременим, на које је такса пет евра. Приштина је на административне прелазе Јариње и Брњак послала и специјалне јединице полиције РОСУ. То је изазвало забринутост и узнемиреност код Срба и они су блокирали путеве који воде ка административним прелазима. Због блокаде прелаза Јариње и Брњак на северу КиМ, сви шлепери и камиони за превоз робе преусмерени су на прелаз Мердаре, због чега су се на овом прелазу формирале дуге колоне теретних возила које чекају за улазак на Косово. Шлепери и камиони који чекају на улаз на КиМ формирали су колону дугу неколико километара, сазнаје портал "Ризница”. Како су потврдили аутопревозници који су прошли преко прелаза Мердаре, за путничке аутомобиле с косовске стране нема дужих задржавања, али се на издавање пробних таблица са српске стране чека најмање један сат. Председник Србије Александар Вучић изјавио је данас у Будимпешти да Хрватској и њеном председнику жели све најбоље, и да је чињеница да ће Србија ту земљу да претекне по економским параметрима. На питање да прокоментарише изјаву Зорана Милановића који га је назвао "ратним хушкачем” додајући да је "подстицао на рат и да је вероватно поносан на ту улогу”, Вучић је рекао да није чуо да је било ко из Србије или из Републике Српске спаљивао куће Милановићима. Додао је да Хрватској и њеном председнику жели све најбоље. Председник Србије Александар Вучић истакао је данас да Аљбин Курти својим позивима да Србија призна Косово " продаје маглу” а све у циљу да Србија призна независност Косова и поручио да Приштина треба да врати све на стање какво је било пре 20. септембра и да тек после тога може да се разговара. "Јер разумете шта он прича? Он то прича за људе који нису упућени и продаје маглу. Свакојаке продавце магле и шибицаре сам видео у животу и зато их препознајем на километар. Он каже да ће повући мере када Србија призна независно Косово”, скренуо је пажњу је Вучић у изјави медијима у Будимпешти. На предлог ЕУ да да се у Бриселу одржи састанак Вучића и Куртија и покуша решити ситуација на северу КиМ Вучић је рекао да могу да организују шта год хоће, а да он неће прихватити ништа. Подсетио је каква се кампања водила против Србије у вези воза са иконама и манастирима који је заустављен још код Рашке. Поставио је и питање коју је то акцију Србија спровела на Цетињу, шта је имала са барикадама. Воде хајку и мисле да буду оно што су некада били Будимпешта и Подгорица у рушењу неких других у Србији, додао је Вучић. У томе има тајкуна који су пореклом из Србије, а који управљају нашим медијима и финансирају њихове. Вучић је рекао да нису нападали Србију 2006. или 2008. године, када су нас "волели” јер смо били слаби, нико и ништа, економија пропадала и Србија нестајала. То су, каже и разлози за све лажи из Приштине. На питање да ли ће бити састанак на маргинама скупа у Будимпешти, због актуелне ситуације, Вучић је рекао да ће током боравка у главном граду Мађарске имати билатерале са готово свима, али и да у тим састанцима, заправо, увек говори само оно што сви већ знају. Како је рекао, он саговорнике не упознаје ни са чим новим, али је ствар у томе што они имају своје интересе, а интерес најснажнијих европских земаља је независно Косово, и да натерају Србију да учествује у томе, што ми не желимо. Упитан за изјаве из Албаније, председнице скупштине те земље, да би тзв. Косово и Албанија требало да се држе заједно и како би "злочини Србије постали познати широм света, Вучић је рекао да су у Приштини "врло чудни, неодговорни људи”. Косовска полиција привела је данас у полицијску станицу тројицу Срба који су у Грачаници постављали билборд "Добро дошли у Заједницу српских општина”. Припадници КПС скинули су потом билборд, а младиће одвели у полицијску станицу. Они су након привођења морали да напишу изјаве, а из полиције им је поручено да ће свакога ко лепи билборде оваквог садржаја ухапсити, јер је, како су сами полицајци рекли - "забрањено постављање таквог билборда, јер представља провокацију”. Тројица младића су затим пуштена на слободу. Ситуација на административном прелазу Јариње 22. септембра је била напета, али мирна, а неколико стотина окупљених Срба који протестују већ трећи дан због одлуке Приштине о одузимању српских регистарских таблица градова на КиМ и замени таблица из Србије пробним таблицама РКС, одлучно је да на том месту остане и током ноћи. На Јарињу се, како јавља репортер Танјуга, налазе и две формације косовске полиције, интервентна и специјална јединица Росу. Грађанима су стигла дрва како би се загрејали. Окупљени су око ватре или у шаторима. Они су ојачали блокаду магистралног пута Рашка-Косовска Митровица, одлучни у намери да остану на овом месту све док се овај проблем не реши. Са грађанима су челници Српске листе и градоначелници са севера КиМ. Високорангирани дипломата из земље Европске уније која није признала Косово пријавио је покушај напада који се догодио када је једна особа настојала да са његовог аутомобила уклони дипломатске таблице које му је издао Београд. Позивајући се на своје изворе, ова телевизија наводи да је дипломати док је путовао аутомобилом у правцу Грачанице неко блокирао пут и покушао да уклони дипломатске таблице које је издао Београд. Инцидент се догодио касно увече 22. септембра, а дипломата је у том тренутку био сам у возилу.
Код Јариња и Брњака, административних прелаза између Космета и централне Србије, четврти дан (23. септембра) протестују грађани незадовољни одлуком Приштине о замени регистарских таблица. Ситуација је мирна, али напета. Специјалне јединице косовске полиције Росу и даље су на северу покрајине, где су распоређене због одлуке Приштине о замени српских регистарских таблица привременим. Грађанима на блокадама стигла су дрва како би се загрејали, а са њима су синоћ били челници Српске листе и градоначелници са севера Косова и Метохије. Привремене власти у Приштини од понедељка су почеле да на административним прелазима српске регистарске таблице замењују привременим, на које је такса пет евра. Приштина је на север КиМ послала и специјалне јединице полиције Росу. То је изазвало забринутост и узнемиреност код Срба и они су блокирали путеве који воде ка административним прелазима. Јединице Војске Србије су у повишеној борбеној готовости у гарнизонима Рашка и Нови Пазар, јер на тај начин држава жели да пошаље јасну поруку да се више неће догодити погром српског народа, рекао је министар одбране Небојша Стефановић током посете гарнизонима у та два града. Министар одбране Небојша Стефановић обишао је припаднике Војске Србије у гарнизонима у Новом Пазару и Рашки, где је са начелником генералштаба генералом Миланом Мојсиловићем присуствовао презентацији спремности припадника војске да одговори на све постављене задатке и заштити све грађане Србије. Поручио је да су јединице Војске Србије у повишеној борбеној готовости у гарнизонима Рашка и Нови Пазар, јер на тај начин држава жели да пошаље јасну поруку да се више неће догодити погром српског народа. Премијерка Србије Ана Брнабић изјавила је увече у Њујорку да је Србија много тога постигла у претходном периоду и да зато не сме да наседа на провокације Приштине, али и да мора позвати све партнере да реагују како би се сачувао мир. "Имамо толико тога да изгубимо и зато не смемо да наседамо на провокације, али морамо да дамо јасну поруку свим нашим партнерима, колико год се не слагали по питању КиМ, да су важни мир и стабилност и да реагују на време, како не би даље доводили у опасност мир и стабилност и све оно сто смо градили до сада”, поручила је Брнабић у изјави за српске медије у Њујорку, где представља Србију на заседању Генералне скупштине УН. Каже да је данас одржала први састанак са премијером Белгије Александром Де Круом, којег одлично познаје, јер су заједно у групи младих лидера за Европу у оквиру Светског економског форума.

#### Надлетање административних прелаза од стране српских војних хеликоптера и авиона
Грађани незадовољни одлуком Приштине о замени регистарских таблица наставили су пети дан (24. септембра) протеста на северу Косова и Метохије, код прелаза Јариње и Брњак где су распоређене специјалне јединице Росу. Окупљени и даље траже повлачење специјалних јединица полиције и укидање одлуке о регистарским ознакама. На север покрајине и даље се могло једино пешице. Косовска полиција је у Штрпцу током ноћи уклонила плакат са поруком "Добродошли у Заједницу српских општина". Новинар који је за руски медијски холдинг Известија извештавао са Севера Косова, упркос визи и ограниченој дозволи боравка од два сата коју је испоштовао, могао је јутрос у приштинској штампи да прочита како је "раскринкан" од стране безбедносних служби Косова. Наиме, у рубрици Безбедност, косовски портал Телеграф, објавио је да извори из безбедносних структура за РТВ Дукађини потврдили да су двојица Руса и један Белорус покушали да уђу са сумњивом опремом. У тексту се наводи да су идентификована лица покушала да унесу сајбер уређаје. Приштински портали су, пак, у свему видели сумњиву акцију руске тројке, па су на порталима објавили имена као и скенирана документа новинара Петог канала.
Нешто касније огласила се и амбасада Русије у Србији саопштењем да је посредством Канцеларије у Приштини амбасада одмах проверила вест која се појавила у медијима косовских Албанаца те цео догађај оценила као самовољу и кршење принципа слободе медија о којима се толико брину покровитељи косовске псеудо-државности. Иван Тодосијевић, којег је суд у Приштини осудио на две године затвора због изјава о Рачку, добио позив да се јави на издржавање те затворске казне, саопштио је директор Канцеларије за Косово и Метохију Петар Петковић. Прецизирао је да је Иван Тодосијевић добио позив да се 6. октобра до 12 сати јави у притворни центар у Митровици на издржавање затворске казне од две године, након што је Апелациони суд у Приштини потврдио пресуду Основног суда да је Тодосијевић крив јер је, каже, рекао истину о Рачку. Петковић је навео да свега тога не би било да је поштован Бриселски споразум, јер су у овом случају Тодосијевићу пресудили Албанци. Три хеликоптера Војске Србије надлетали су 24. септембра око 16 часова простор изнад административне линије код прелаза Јариње. Реч је о летелицама "Ми-35", познатијим као "ђавоље кочије" или "летеће тврђаве", савременим хеликоптерима руског произвођача. Летелице су надлетале Јарње неколико минута, док су их специјалне јединице косовске полиције немо посматрале. Окупљени Срби су гласно поздравили појаву српских хеликоптера на небу изнад Јариња, пренео је Косово онлајн. Припадници Росу јединица склонили су се са досадашњих положаја и испред возила, за разлику од претходних дана, налази се само по један наоружани полицајац. Положај на ком се сад налазе припадници Росу јединица је такав да су неупадљиви и, како наводи "Косово онлај", много их је теже уочити него претходних дана када су били стационирани на самом путу.
У ноћи 24./25. септембра, у згради општине Зубин Поток је у 1 сат после поноћи избио пожар, а ватра је, према речима командира ватрогасне станице у том месту Саше Божиновића, захватила две канцеларије. Божиновић је нагласио да у тренутку избијања пожара, у један сат после поноћи, у згради општине није било никог. Пожар је угашен око 2:30 ујутру. Божиновић није могао да потврди шта би био узрок пожара и поручио је да ће то да утврде надлежни инспектори. У Зубином потоку, где је током ноћи горео Центар за регистрацију возила у згради општине, извршено је кривично дело са терористичким елементима, тврди министар унутрашњих послова привремених косовских институција Џељаљ Свећља. Свећља је рекао да је дошло до напада, како се сумња, експлозивном направом у Центру за цивилну регистрацију у Звечану. Он је на Фејсбуку навео да су непознате особе запалиле Центар за регистрацију возила који се налази у згради општине у Зубином Потоку и да је косовска полиција одмах изашла на лице места. Косовска полиција саопштила је да је данас нешто пре девет часова обавештена да су на згради "Интел" у Звечану, где је иначе смештен Општински регистрациони центар, разбијена врата, а да су у објекту нађене две експлозивне направе. Наводе да су патроле Полицијске станице Звечан утврдиле да је на том објекту разбијено једно стакло излога, те да је унутар објекта примећена једна неексплодирана ручна граната. У Косовској полицији кажу да је противдиверзиони тим током контроле нашао две експлозивне направе, које су уништене у контролисаним условима. Наводе да је о свему обавештен дежурни тужилац који је окарактерисао кривична дела као "неовлашћено власништво или поседовање оружја" и "изазивање опште опасности". Општина Зубин Поток саопштила је касније да је могућ узрок пожара у згради Општине квар услед застареле инсталације и позвала политичке званичнике из Приштине да не износе оптужбе без доказа. Истиче се да ће Општина као одговорна институција, са коначном оценом изаћи након што надлежни органи спроведу истрагу. Премијер привремених приштинских институција Аљбин Курти изнео је тврдњу да су "напади на центре за регистрацију возила у Зубином Потоку и Звечану акције које подстиче Србија". Срби са севера Косова и Метохије шести дан заредом (25. септембра) протестују на административним прелазима Јариње и Брњак против мера које су увеле приштинске власти, а према којима возила са српским регистарским таблицама морају да имају привремене косовске таблице при уласку у покрајину. Ноћ је протекла мирно, али напето. Припадници специјалне јединице Росу и даље се налазе на својим позицијама, а у Јарињу су промениле положај и сада се испред возила, за разлику од претходних дана, налази само по један наоружани полицајац. Положај на ком се сада налазе припадници Росу јединица је такав да су неупадљиви и сада их је много теже уочити него претходних дана када су били стационирани на самом путу. Борбени авиони Војске Србије у два наврата надлетали су 25. септембра око поднева простор код административног прелаза Јариње. Како је Танјугу потврђено, "мигови" Војске Србије патролирали су ваздушним простором изнад прелаза Јариње. Срби, који су већ шести дан окупљени на Јарињу и блокирају прелаз због увођења реципроцитета за регистарске таблице и присуства специјалних јединица Росу на северу КиМ, бурно су поздравили надлетање авиона. Три хеликоптера Војске Србије Ми-35 надлећу од четвртка 23. септембра простор поред административне линије код прелаза Јариње са стране централне Србије, потврђено је јуче Танјугу у Министарству одбране. Како је наведено, хеликоптери су упућени у превентивне сврхе и прате безбедносну ситуацију на терену. Директор Канцеларије за Косово и Метохију др Петар Петковић оценио је данас да је Аљбин Курти још једном потврдио да је великоалбански пројекат његов врховни политички циљ. Истиче да је Курти својим најновијим позивом на стварање такозване "Велике Албаније" потврдио и да албански национални покрет на Косову и Метохији никада није имао везе са људским правима и положајем албанске мањине унутар Србије, већ да је његова суштина огољени сепаратизам. Иза Куртијевих сањарења о једној и јединственој албанској држави на Балкану, навео је Петковић, не крије се ништа друго до фашистичка идеја такозване Велике Албаније, која у самој својој сржи садржи концепт националне супремације Албанаца и конфронтације са свим суседним народима.
"Куртијева инфантилна потреба за прекрајањем граница на Балкану била би смешна да није праћена и његовом опасном патолошком потребом да прети насиљем и да се игра војсковође", оценио је Петковић.
Због актуелне ситуације на Косову и Метохији, премијер привремених институција Приштине Аљбин Курти сазвао је 25. септембра састанак Већа безбедности Косова. Седница ће бити одржана у вечерњим сатима.
Курти је то саопштио након што је на конференцији за новинаре говорио о напетој ситуацији на северу Косова. Срби са севера Косова блокирали су прелазе Јариње и Брњак у знак протеста због уредбе тзв. Владе Косова о пробним таблицама за возила која улазе на територију са српским регистарским таблицама. Премијер привремених приштинских институција Аљбин Курти изнео је данас низ оптужби на рачун министра унутрашњих послова Србије Александра Вулина који је претходно критиковао Куртија због тренутне ситуације на северу КиМ. Курти је изјавио да Вулин припада званичницима који су, како тврди, сматрали да бивши председник СРЈ Слободан Милошевић није био довољно радикалан. На зиду куће у српској општини Клокот, 25. септембра је освануо исписан графит који слави терористичку организацију УЧК, саопштила је Канцеларија за Косово и Метохију. Канцеларија за КиМ оштро је осудила најновији инцидент који има за циљ да заплаши и отера Србе са својих огњишта, али истиче да наш народ препознаје позадину ове поруке и неће насести на провокације. Директор Канцеларије за КиМ Петар Петковић саопштио је да је "осведочени екстремиста Аљбин Kурти поново данас потврдио да је спреман да за шаку гласова на предстојећим изборима, изазове озбиљне инциденте на простору Косова и Метохије”.
Дана 26. септембра, ситуација на административним прелазима Јариње и Брњак је и даље мирна, али напета, а протест Срба са Косова и Метохије ушао је у седми дан. Они су незадовољни одлуком Приштине о замени регистарских таблица и распоређивањем специјалних снага полиције Росу. Колона возила косовске полиције прошла је кроз Зубин Поток у раним јутарњим сатима на путу за Брњак. У међувремену, косовски премијер Аљбин Курти позвао је данас лидере странака на састанак ради разговора о ситуацији на северу. Потпредседник Владе и министар одбране Небојша Стефановић и начелник Генералштаба Војске Србије генерал Милан Мојсиловић, обилазе део наших снага које се налазе у стању повишене борбене готовости због кризе на северу Косова и Метохије. Стефановић и Мојсиловић обилазе снаге распоређене у оквиру тактичких група које се налазе у Гарнизону у Рашкој, војној бази "Рудница" и на правцу ка административном прелазу Јариње. Након провокација које су изазвале јединице Росу, а које се већ седам дана налазе на северу КиМ, председник Србије Александар Вучић наредио је подизање борбене готовости за део јединица Војске Србије и МУП-а. Како наводе, јединице Росу већ седам дана крше Бриселски споразум и договор Србије и КФОР-а, при чему Београд ни на који начин не повећава тензије и нестабилности које Приштина изазива. У посети нашим снагама, поред министра одбране и начелника Генералштаба, налазе се и амбасадор Руске Федерације Александар Боцан-Харченко и изасланик министра одбране генерал-мајор Александар Зинченко како би се лично уверили у актуелну ситуацију. Два авиона "орао" Војске Србије пролетела су два круга изнад Jариња. Пола сата пре авиона, простор на којем су распоређени специјалци косовске полиције и окупљени на протесту надлетао је хеликоптер Кфора. Министар одбране Небојша Стефановић изјавио је да се морају зауставити тензије које већ седми дан изазивају специјалне јединице из Приштине са циљем да унесу страх у српски народ на северу Косова. Он је током обиласка дела наших снага које се налазе у у стању повишене борбене готовости у Гарнизону у Рашкој, војној бази "Рудница" и на правцу ка административном прелазу Јариње истакао да је неопходно да се јединице из Приштине повуку да би могло да се разговара.
"Пре тога није могуће разговарати са онима који не поштују ниједан договор и изазивају дестабилизацију и узнемирење, са циљем да се Срби потисну са севера КИМ", указао је Стефановић.
Стефановић је оценио и да је чудно када се из Брисела шаљу поруке којима се позива на деескалацију, при чему шест дана постоји тишина из Београда, а када се појаве хеликоптери и авиони на небу Србије, онда се шаљу овакве поруке. Он је затражио и да наше тужилаштво размотрити да ли у поступању РОСУ постоје елементи да су вршили дела тероризма претходних дана над Србима.
Рекао је и да пред међународним институцијама хоћемо да говоримо о томе шта се дешава на КИМ и зашто Приштина не поштује међународне прописе и Бриселски споразум. Tо је невероватно понашање, оценио је Стефановић. Он је додао и да је са начелником Генералштаба Миланом Мојсиловићем и руским амбасадором Александром Боцан Харченком и војним изаслаником те земље у обиласку наших јединица које су у повишеном нивоу борбене готовости. Напомиње и да су дошли до административног прелаза како би их упознали са ситуацијом и тиме да Србија поштује међународне споразуме и да се налази у оквиру својих права, као и да смо забринути због дешавања на северу покрајине јер се приштинске јединице понашају супротно тим споразумима. Амбасадор Руске Федерације Александар Боцан Харченко, који се састао са министром одбране Небојшом Стефановићем током обиласка гарнизона у Рашки и јединица којима је повишена борбена готовост због кризе на северу Косова и Метохије, изразио је подршку Русије ставу Београда који је усмерен ка деескалацији ситуације на КиМ. Боцан Харченко је додао да је и председник Србије Александар Вучић на састанку Савета за националну безбедност формулисао пут и низ корака који би решили насталу ситуацију и који би развили нормализацију односа Београда и Приштине, што Русија такође подржава. Амбасадор је указао да је одговорност за насталу ситуацију на привременим институцијама у Приштини, и да гомилање снага на прелазима представља кршење и неиспуњавање споразума који су раније потписани. Он је додао да су на делу провокације и претње упућене на терену Србима који живе на КиМ. Амбасадор Русије је указао да у дијалогу са Београдом код Приштине нема ниједног знака за тражењем компромиса што показује опасну линију Приштине и притисак који врши на Србе, а што може изазвати нове сукобе. Боцан Харченко је указао и да постоји чудан, али штетан став западних партнера и САД који затварају очи пред насталом ситуацијом, а разлог за то су стари двоструки аршини, а сада видимо, како је навео, и вишеструке аршине, при чему се и Приштина и Београд позивају на уздржаност и деескалацију. При том се са српске стране не прави ниједна провокација, а понашање Београда је суздржано, истакао је руски званичник. Боцан Харченко је закључио да се руски министар спољних послова Сергеј Лавров тренутно налази у Њујорку и да је убеђен да ће он искористити свој положај и позицију Русије у УН у циљу смиривања ситуације на заседању генералне Скупштине светске организације. Министар одбране Небојша Стефановић поручио је, после обиласка административног прелаза Јариње, да нам нико неће говорити где ћемо у централној Србији користити своје снаге. Стефановић је оценио да нема никаквог простора за стављање лажне једнакости између Београда и Приштине и да деескалацију треба тражити од привремених приштинских органа и то пре свега хитно повлачење специјалних јединица такозване косовске полиције са севера.
Тензије које, како је казао Стефановић, већ седми дан изазивају специјалне јединице из Приштине са циљем да унесу страх међу српски народ на северу Косова и Метохије, морају се зауставити, саопштило је Министарство одбране.
"Јака Војска Србије гарант је да неће бити никаквог новог погрома Срба, нити акција попут ‘Олује’ и ‘Бљеска’", казао је Стефановић.
У контексту тренутног налета тензија на административној линији са Косовом и Метохијом, Београд показује највећу одговорност и резерву, саопштила је Амбасада Русије у Србији, након обиласка руског амбасадора Александра Боцан-Харченка линије разграничења. Том приликом детаљно су размењена мишљења са српским партнерима у вези са ситуацијом на северу српске покрајине као резултат провокативних корака Приштине, стоји у саопштењу, у коме се додаје да је посета показала да српска страна делује са највећом одговорношћу и резервом и да систематски спроводи пакет мера које је одобрио Савет за националну безбедност на чијем челу је председник Србије Александар Вучић.
Председник Србије Александар Вучић изјавио је да неће дозволити нови погром и да Србија има право да подигне хеликоптере на било ком делу своје територије. Вучић је, иронично рекао да они очигледно хоће да кажу да су припадници РОСУ, који седма дана стоје са митраљезима, чланови хипи групације, којима недостаје само да запевају и запале траву, те су решили све проблеме. Вучић је објаснио да су то идеје које нуди део опозиције да Србија не треба да има војску, да не може да се брани. Председник Србије Александар Вучић изјавио је да Србија није ушла на територију КиМ, јер Кумановским споразумом и одлукама после њега, као и отварањем административних прелаза, нема права да то учини. Вучић је прецизирао да је ту поруку пренео генералном секретару НАТО-а Јенсу Столтенбергу Протест Срба с Косова и Метохије, незадовољних распоређивањем специјалних снага полиције на административним прелазима Јариње и Брњак и одлуком Приштине о замени регистарских таблица, ушао је 27. септембра у другу седмицу. Екипа РТС-а забележила је јутрос и припаднике Војске Србије на путу који води до Јариња. Тренутно су ту четири оклопна возила која су од административне линије удаљена мање од два километра. Реч је о два "лазара" и два "милоша". За сада није познато из које су јединице припадници Војске Србије који су поред њих. Војска Србије поседује базу која је у близини Јариња. Војска Србије је у повишеној борбеној готовости због ситуације на северу Космета, а у протекла три дана ову територију надлетале су и борбене летелице Војске Србије. Осмог дана кризе, већ трећи дан налетали су и ратни ваздухоплови снага безбедности Србије. Виђени су прво налети борбених хеликоптера, налети орлова и "мигова 29", и налет два "орла" у ниском лету. Простор је надлетао и хеликоптер Кфора.

#### Долазак јединица КФОР-а на административне прелазе
Војници Кфора појавили су се у преподневним часовима 27. септембра у близини административног прелаза Јариње где су већ осам дана стационирани припадници специјалних јединица косовске полиције. Косовски премијер Аљбин Курти поручио је 27. септембра пре подне да нема информацију да се Кфор спрема да интервенише на северу Косова и замени специјалне јединице косовске полиције, како су навели поједини албански медији. Он је, како је рекао, данас заједно са министром полиције Ђељаљом Свечљом имао састанак са командантом Кфора на којем је разговарано о безбедносној ситуацији. Курти је истакао да су представници косовске владе у сталном контакту са међународним институцијама на Косову. Према његовим речима, постоје индиције да би, "да нема Специјалне јединице, гранична полиција и зграде били озбиљно угрожени". Курти је истакао да се претходних дана нигде није појављивао са косовским министром одбране, за разлику од Србије "која шаље министра на границу". Војници Кфора појавили су се поподне истога дана у близини административног прелаза Јариње где су већ осам дана стационирани припадници специјалних јединица косовске полиције, јавља Косово онлајн. Реч је о америчким, пољским и канадским војницима у оквиру мисије Кфора на КиМ. Хеликоптери Кфора у два наврата су у последњих сат времена надлетали Јариње и Брњак, као и север Косова и Метохије.
"Кфор помно прати ситуацију на целом Косову и остаје фокусиран на свакодневну примену свог мандата - проистеклог из Резолуције 1244 Савета безбедности Уједињених нација из 1999. - како би се осигурало безбедно и заштићено окружење и слобода кретања за све заједнице које живе на Косову. Кфор је повећао број и трајање рутинских патрола широм Косова, укључујући и северно Косово", навели су из Кфора за Косово онлајн.
Градоначелници са севера Косова и Метохије исти дан су са командантом Кфора генерал-мајором Франком Федерићијем и разговарали о ситуацији на северу након једностраних потеза Приштине и затражили појачано присуство Кфора на прелазима, посебно на Брњаку. Градоначелници су од команданта Кфора захтевали и да војници Кфора остану неутрални и делују у складу са резолуцијом 1244 Савета Безбедности Уједињених нација, наводи се у саопштењу градоначелника. Они су навели да је потребно да се због серије инцидената које су у претходним данима изазивали специјалци Росу посебно на прелазу Брњак појача присуство Кфора како би се такви инциденти спречили и сачувао мир.
"Још једном позивамо грађане да остану суздржани и наседају на провокације, ми смо своји на своме и бранимо основно људско право које гарантују сви међународни акти и повеље. Командант Кфора је рекао да се Кфор неће мешати у политичка питања нити насилно уклањати блокаде са путева", наводи се у саопштењу.
Од 20. септембра, дана када је ступила на снагу одлука Приштине о увођењу пробних РКС таблица за српске регистарске ознаке, па до јучерашњег дана издато је укупно 10.110 пробних регистарских таблица на целом Косову. Од укупног броја, 262 таблице издате су у Центрима за регистрацију возила у општинама на Северу Косова. Према подацима косовског МУП-а, највећи број пробних таблица издат је у Северној Митровици, укупно 166. Док је у Звечану и Зубином Потоку издато по 41, а у Лепосавићу 14. Подаци показују да је већи број таблица издат на прелазима – 7.430, док је у Центрима за регистрацију на целом Косову издато укупно 2.680. На Јарињу и Брњаку у истом периоду издате су укупно 24 пробне таблице, што показује да од 22. септембра на овим прелазима није издата више ниједна. Са друге стране на прелазу Мердаре издато је 2.370 привремених таблица. Особље канцеларија америчких и канадских аташеа посетило је административне прелазе Јариње и Брњак, саопштила је данас амбасада САД у Београду путем Твитера.
Наводи се да су били на прелазима како би имали бољи увид у ситуацију и истакли да им је драго да је Кфор на лицу места као стабилизујући фактор. Срби са Косова и Метохије, који ће на Јарињу провести и осму ноћ у знак протеста због одлуке приштинске владе о регистарским таблицама и доласка снага Росу на север покрајине, поставили су данас још један, већи шатор. Како је објавио портал „Косово онлајн“, на Јарињу се тренутно налази неколико стотина Срба, а пошто су ноћи све хладније и повремено пада киша, монтиран је нови шатор. Током дана на прелазима Јариње и Брњак било је мирно. Командант Кфора, генерал-мајор Франко Федеричи, саопштио је увече поводом ситуације на северу Косова и Метохије, да је Кфор предузео додатне кораке на терену, појачавши патроле дуж главних саобраћајница где су блокаде и разместивши своје јединице на прелазима Јариње и Брњак, у складу са својим мандатом који проистиче из Резолуције УН 1244. У саопштењу, достављеном Танјугу, наводи се да је Кфор обавио разговоре са свим странама које би могле да допринесе окончању протеста. Група од петнаестак Срба из општина на северу Косова и Метохије нападнута је јуче у јужном делу Косовске Митровице. Нико није теже повређен, иако су неки нападнути флашама и ножевима.
Дана 28. септембра, наставља се протест Срба с Косова и Метохије, незадовољних распоређивањем специјалних снага полиције на административним прелазима Јариње и Брњак и одлуком Приштине о замени регистарских таблица.
На Косову и Метохији и даље је напета ситуација, косовски специјалци се не повлаче са положаја и Срби не одустају од мирног протеста.
"Кфор помно прати ситуацију на целом Косову и остаје фокусиран на свакодневну примену свог мандата - проистеклог из Резолуције 1244 Савета безбедности Уједињених нација из 1999. - како би се осигурало безбедно и заштићено окружење и слобода кретања за све заједнице које живе на Косову. Кфор је повећао број и трајање рутинских патрола широм Косова, укључујући и северно Косово", навели су из Кфора за Косово онлајн.
Косовска агенција за цивилну регистрацију објавила је податак да је од 20. септембра, када је уведена мера издавања привремених таблица, до данас издала нешто више од 10.000 таблица углавном на прелазима, а део и на територији севера Косова и Метохије. Највећи број таблица издат је на административном прелазу Мердаре. Председник Србије Александар Вучић поручио је у видео-снимку објављеном на Инстаграму да је важно "да су сви људи разумели колико је ситуација тешка, колико су нам везане руке на Косову и Метохији, али да морамо да се боримо за свој народ". Министар одбране Небојша Стефановић оценио је данас да председник Србије Александар Вучић вуче филигрански прецизне и политички потпуно тачне потезе који користе нашем народу на Косову и Метохији и не чине штету никоме другоме. Гостујући на ТВ Пинк, он је рекао да Србија не жели ескалацију и сукобе, али неће допустити да српски народ буде понижаван. Додао је да Војска Србије није ушла на територије где по Кумановском споразуму нема право да буде.
"На територији централне Србије имамо право да распоређујемо јединице како мислимо да треба. Нисмо претили било коме", рекао је он.
Истакао је да је КФОР задужен да брине о безбедности Срба која је угрожена, и понови да ће у случају ескалације те снаге имати одређено време да реагују а затим ће реаговати Србија. Рекао је да је долазак КФОР-а на административне прелазе последица разговара Вучића са генералним секретаром НАТО Јенсом Столтенбергом. Стефановић је оценио да су потези председника Србије довели до тога да нико с друге стране не размишља о најгорем сценарију. Он је истакао да не може да каже да се о таквим сценаријима пре седам дана са приштинске стране није размишљало.
"Подизање борбене готовости у целој копненој зони безбедности дало је ефекта и охрабрило наш народ, да се неће дозволити да их било ко убија", рекао је он.
Позивање обе стране на деескалацију он је оценио као фразе, јер је Приштина послала специјалне јединице са дугим цевима да спроведу неправо на административним прелазима. На оцену премијера Албаније Едија Раме да је реч о театру, Стефановић је одговорио да није ни театар, нити је смешно када дођу људи са дугим цевима и транспортерима да прете Србима. Стефановић је рекао да је као повод само формално искоришћено питање таблица које је потписао 2011. године Борко Стефановић. Он је оценио да се без обзира на политичке разлике Албанци код ескалација по националним темама уједињују, док у Србији то није тако. Он је изразио наду да ће разговори у Бриселу помоћи да се спусте нарасле тензије, и оценио да је Приштина до сада слала поруку да их никакви разговори не занимају. Стефановић је оценио да је Војска Србије спремна да одбрани Србе, те да је подизањем борбене готовости послат јасан сигнал. После обиласка војске са амбасадором Русије Боцан-Харченком, Стефановић је рекао да је Србија спремна да дипломата пријатељских земаља али и других и на терену покаже да не крши ниједан међународни споразум. Припадници ватрогасне јединице, у присуству Косовске полиције, јутрос око 9 сати скинули су српску заставу са репетитора МТС у Врбовцу код Витине. На снимку до кога је дошао Косово онлајн може се видети припадник ватрогасне јединице који се попео на антенски стуб, са кога скида српску заставу и баца је у подножје репетитора. Специјалне јединице косовске полиције РОСУ смениле су 28. септембра своје припаднике на Јарињу. Приштина је послала специјалце на административне прелазе Јариње и Брњак као подршку акцији такозваног реципроцитета у вези са саобраћајним таблицама централне Србије. Власти у Приштини наложиле су да на Косово и Метохију не може да се уђе са таблицама из централне Србије, већ возачи морају да ставе привремене таблице такозване државе Косово. На Јарињу и Брњаку распоређено је више од 350 припадника РОСУ. Војни аташеи канадске и америчке амбасаде обишли су Јариње и разговарали са припадницима полиције на административним прелазима. Рекли су да су се уверили да је ситуација под контролом и мирна. Пешке су до Јариња дошла и четворица припадника Кфора, који је јутрос патролирао на брду Кошутица изнад барикаде и посматрао ситуацију. То је у складу са тим што су најавили да ће појачати присуство, како на северу, тако и на југу Косова и Метохије. Стање на барикадама је непромењено, Срби мирно протестују и сваку смену специјалаца Росу испратили су мирно. Преко Јариња се и даље не може возилима, само пешке. Градоначелници општина са севера КиМ поновили су данас да су у току разговора са командантом Кфора добили предлог да се албански специјалци у близини Јариња и Брњака замене војницима Кфора, а да једнострана одлука Приштине о одузимању српских таблица и угрожавање слободе кретања остане на снази, што у консултацијама с народом није прихваћено. У саопштењу достављеном медијима се истиче да им је жеља да на овај начин још једном јавност информишу о развоју догађаја и спрече дезинформације које пласира Приштина како би „оправдала подизање тензија у српским општинама на северу Косова и Метохије и слање до зуба наоружаних формација у наше општине“.
„У консултацији са нашим грађанима смо овакав предлог једногласно одбили. Наш народ и ми, његови представници, нисмо спремни да се сагласимо са намером Приштине да нас стави у гета и укине право на слободу кретања, која је вредност модерне Европе деценијама уназад и која би морала да важи и за Србе на овим просторима“, стоји у саопштењу начелника општина са севера.
Додаје се да ће народ на протестима у Јарињу и Брњаку остати колико год буде потребно, јер се не мире са намером Приштине „да нас ставе у кавезе“. Према њиховим речима, све друго ће само подгрејати ионако усијану ситуацију коју „тешком муком наши представници држе под контролом, док са друге стране се наш народ малтретира од Росу специјалаца“. Председница привремених приштинских институција Вјоса Османи поновила је у разговору са амбасадорима САД и Немачке у Приштини да "Србија покушава да дестабилизује ситуацију" на административним прелазима, што је, како тврди, "наставак руско-српских напора да пониште достигнућа САД, ЕУ и НАТО на Косову и у региону". Османи је рекла да је одлука о "спровођењу реципроцитета са регистарским таблицама" законита и да је спровођење те мере "у потпуном складу са Бриселским споразумом, који Србија није спроводила“. Према њеним речима, Приштина "ни у једном тренутку нема за циљ да ескалира ситуацију".
Додала је да је Приштина посвећена одржавању реда и закона, као и "заштити сваког грађанина". Навела је и да приштинске институције остају посвећене наставку дијалога, али и да је неопходан "подједнак третман страна". Председник Алијансе за будућност Косова Рамуш Харадинај оптужио је премијера привремених приштинских институција Аљбина Куртија да је „претворио косовске полицијске снаге које се налазе на северу у ратне заробљенике“.
Харадинај, који је у два наврата био премијер привремених институција у Приштини, оптужио је Куртија на Т7 за „лоше управљање ситуацијом на северу“. Харадинај за Куртијеве оперативне акције за слање Специјалне јединице косовских полицијских снага на северу сматра да нису биле добре испланиране.

#### Десети дан на барикадама: Срби у шаторима, Фон дер Лајен у Београду, преговори у Бриселу
У среду 29. септембра, на административним прелазима Јариње и Брњак позиције непромењене. Путеви су блокирани, специјалне снаге полиције се не повлаче. Десети је дан протеста Срба са Косова и Метохије, незадовољних распоређивањем специјалних јединица на административним прелазима и одлуком Приштине о замени регистарских таблица. Због лошег времена Срби су углавном окупљени у шаторима. Истичу да ће на тим позицијама остати док се не дође до решења. Од јуче је појачано присуство Кфора. Предлог Кфора да се Срби повуку са путева како би били слободни за превоз путничких аутомобил, а да Кфор замени снаге косовске полиције на прелазима нису прихватили. Сматрају да би у том случају мера о промени таблица остала на снази што би ограничило слободу кретања становништва. О решењу кризе на Косову и Метохији данас ће се преговарати у Београду и Бриселу. Председница Европске комисије Урзула фон дер Лајен, најавила је да ће 29. и 30. септембра боравити у Србији. У среду Урзула фон дер Лајен ће се састати са председником Александром Вучићем, док би у четвртак требало да се састане са премијерком Аном Брнабић. Исти дан, шефови преговарачких тимова Београда и Приштине, Петар Петковић и Бесник Бисљими, састаће се у Бриселу како би разговарали о ситуацији на северу Косова и Метохије. Директор Канцеларије за Косово и Метохију и главни преговарач Београда у дијалогу са Приштином Петар Петковић састао се данас у Бриселу са специјалним представником ЕУ Мирославом Лајчком. Лајчак се пре тога састао и са приштинским представником Бесником Бисљимијем и огласио на Твитеру након завршених састанака. Изасланик САД за Западни Балкан Габријел Ескобар састао се у Бриселу са специјалним изаслаником ЕУ за дијалог Мирославом Лајчаком, а одвојено је разговарао са шефовима преговарачких тимова Београда и Приштине Петром Петковићем и Бесником Бисљимијем, иако је портпарол ЕУ Петер Стано негирао да ће Ескобар учествовати у бриселском дијалогу.
"Тензије су у овом тренутку јако високе", рекао је Ескобар након сусрета и нагласио да је дошао у Брисел како би подржао напоре ЕУ да се пронађе хитно решење за смиривање тренутних напетости на Косову, пренели су медији.
Председница Европске комисије Урзула фон дер Лајен изјавила је данас након састанка са премијером привремених инстиутуција Аљбином Куртијем да Београд и Приштина морају да раде на конструктивном дијалогу како би решили ситуацију на северу КИМ.
"Преговарачи су у Бриселу и надам се да имају мандат за преговоре који су најбољи начин да се крене даље. Дубоко сам уверена да је важно решити ситуацију и наставити конструктивни дијалог", рекла је фон дер Лајен, преноси Коха. Она је додала да сања о Западном Балкану као делу ЕУ. На заједничкој конференцији за штампу после састанка Курти је рекао да је обавестио председницу ЕК да Београд групише снаге на административном прелазу, а након што је Приштина почела да спроводи реципроцитет за регистарске таблице. Он је изјавио и да Београд са једне стране прима донације из ЕУ, а са друге се милитаризује уз помоћ Русије и Кине. Фон дер Лајен је раније данас разговарала са председницом привремених институција Вљосом Османи која је рекла да Београд тежи да дестабилизује Косово и регион и затражила од ЕУ да то осуди. На административном прелазу Јариње на коме је десети дан у току протест грађана због одлуке Приштине о замени регистарских таблица и распоређивања специјалних снага полиције Росу, примећено је присуство украјинских и немачких припадника Кфора. Србе окупљене на Јарињу обишли су функционери Српске листе, међу њима и председник СЛ Горан Ракић који је саопштио да према незваничним сазнањима, у оквиру разговора који се воде у Бриселу постоје предлози са обе стране, али да ништа није договорено, преноси РТС. Представници СЛ разговарали су са грађанима о стратегији за наредне дане и евентуалном решењу ситуације. Ракић је пренео да ће званичних информација бити након састанка представника Београда и Приштине у Бриселу. Главни преговарачи Београда и Приштине Петар Петковић и Бесник Бисљими састали су се данас одвојено у Бриселу са представником ЕУ за дијалог Мирославом Лајчаком, а како је Лајчак најавио, разговори се настављају. Незадовољни одлуком Приштине о увођењу реципроцитета за регистарске таблице и доласком снага Росу на север Косова, Срби већ десети дан протестују на прелазима Брњак и Јариње. Командант Кфора, генерал-мајор Франко Федеричи хеликоптером је обишао север Косова и надгледао ситуацију на прелазима Јариње и Брњак, наводи се у саопштењу Кфора уз снимак објављен на Фејсбук налогу Мисије. Реагујући на најновији развој догађаја на северу Косова Мисија Кфора је појачала патроле дуж главних саобраћајница на којима су постављене барикаде и распоредила јединице на прелазима Јариње и Брњак. Кфор, како се истиче, и даље одржава непристрасан, одлучан, флексибилан став како би могао да реагује у свим могућим ситуацијама. Генерал Федеричи такође остаје у блиском контакту са свим укљученим странама, како би се допринело брзој деескалацији ситуације, наводи се у саопштењу. Кфор остаје фокусиран на свакодневно испуњавање свог мандата који проистиче из Резолуције 1244 СБ УН како би обезбедио сигурно и безбедно окружење и слободу кретања свих заједница на Косову. Главни преговарач Приштине Бесник Бисљими рекао је вечерас да је на састанку у Бриселу постигнут начелни договор о повратку слободе кретања између две стране, а да се чека пристанак Београда. Бисљими је после састанка са специјалним представником ЕУ Мирославом Лајчаком рекао новинарима да неће бити трилатералног састанка са Београдом, али да је договорен нацрт од три предлога који предвиђају повлачење специјалних јединица, распоређивање јединица КФОР-а и уклањање барикада на административним прелазима. Он тврди да је постигнут нацрт предлога за "деескалацију ситуације на северу КиМ" и да се чека одобрење Београда. Према овом споразуму, како је рекао, Кфор ће у суботу бити распоређен на прелазима Јариње и Брњак, а затим би уследило повлачење косовске полиције, као и барикада на прелазима. Он је навео да споразум предвиђа и да од понедељка Београд и Приштина користе стикере (налепнице) уместо да мењају таблице. Навео је да је то привремено и да ће се формирати радна група која треба да пронађе трајно решење за слободу кретања возила. Бисљими је рекао да је током дана било више састанака са Лајчаком који су били билатерални и да је Лајчак затим посредовао између страна.
"Наш циљ је био јасан, да постигнемо деескалацију и одржимо реципроцитет са регистарским таблицама", рекао је Бисљими.
У делегацији Београда Танјугу је у Бриселу потврђено да никакав договор са Приштином још није постигнут.
Специјални представник Европске уније за дијалог Београда и Приштине Мирослав Лајчак написао је вечерас на Твитеру да састанак у Бриселу још није завршен и да се преговори настављају како би се нашло решење актуелне кризе на северу Косова и Метохије. Главни преговарач Београда, Петар Петковић нешто пре 21.00 час завршио је билатералне разговоре са специјалним представником ЕУ за дијалог Београда и Приштине Мирославом Лајчаком. Петковић није давао изјаве за медије, а из делегације Београда на овим преговорима нису могли да потврде да ли ће се разговори у Бриселу наставити и сутра. Претходно су из делегације Београда за Танјуг потврдили да никакав договор са приштинском страном није постигнут током данашњих разговора. То су потврдили и портпарол ЕУ Петер Стано као и амбасада САД у Приштини који су поручили да се преговори настављају у циљу доласка до решења за тренутну кризу на Северу Косова и Метохије.
Разговоре са ЕУ посредницима у Бриселу први је завршио главни преговарач Косова Бесник Бисљими који је по изласку са састанка новинарима окупљеним испред зграде ЕЕАС-а рекао да је на састанку у Бриселу постигнут начелни договор о повратку слободе кретања између две стране и да се чека пристанак Београда. Нацрт договора, према Бисљимијевим речима, подразумевао би примену налепница за регистарске таблице, повлачење јединица Росу и српских барикада, размештање припадника Кфора на административним прелазима и формирање радне групе за решавање питања слободе кретања возила. Бисљими је рекао да су се током дана разговори одвијали одвојено са ЕУ посредницима и да преговарачи Београда и Приштине нису сели заједно за сто.
Протест Срба са Косова на административним прелазима Јариње и Брњак 30. септембра ушао је у једанаести дан у ишчекивању информација из Брисела, где су се јуче главни преговарачи Београда и Приштине састали са представником ЕУ за дијалог Мирославом Лајчаком у покушају да нађу решење за кризу на северу. Став окупљених Срба на прелазима је да стање мора да се врати на период пре 20. септембра, када је полиција Косова, по налогу Владе у Приштини, почела да примењује меру реципроцитета и да забрањује улаз возилима са српским регистарским таблицама, односно да захтева да се купе привремене таблице и њима замене оне издате у Србији. Магистрални пут Лепосавић-Рашка и пут Зубин Поток-Рибариће су остали блокирани и преко прелаза се може само пешке, а специјалне снаге полиције РОСУ се не повлаче.

### Договор о таблицама и повлачењу јединица РОСУ
Дана 30. септембра, Председник Србије Александар Вучић је рекао: "Дошли смо до неке врсте компромисног решења за деескалацију ситуације на северу Косова, којим сам веома задовољан. Договорено је да се РОСУ повуку са Јариња и Брњака 2. октобра од 8 сати симултано са уклањањем барикада, најкасније до 16 сати", рекао је Вучић.
Кфор ће своје снаге поставити и пре имплементације на Јариње и Брњак и остаће две недеље. Од 4. октобра успоставља се стикер режим као привремена мера пре коначног решења у вези са регистарским таблицама, које је одложено и о коме ће се говорити у Бриселу. Радна група коју ће чинити представници ЕУ, Београда и Приштине тражиће трајно решење за таблице на основу европских стандарда, први састанак биће одржан 21. октобра и донеће решење у року од шест месеци. Вучић је рекао да је за нас једна од најважнијих ствари одлазак наоружаних припадника РОСУ са севера Косова и Метохије. Истакао је да је овим споразумом Србија одбранила право на слободу кретања и нормалан проток роба, те је очуван и мир.
„Верујемо да је ово био један добар показатељ да се у будућности такве акције Албанаца неће догађати и биће јасно да се такве ствари не могу дешавати. Повратак КФОР-а показује да је могуће остварити додатне гаранције за сигурност и безбедност српског становништва на Косову“, рекао је Вучић.

### Повлачење јединица РОСУ и инциденти приликом повлачења
У вечерњим сатима 30. септембра, приликом ноћне смене специјалних полицијских јединица на прелазу Брњак, припадници Росу намерно су оштетили десетак приватних возила чији су власници Срби. Вест о томе на Фејсбуку је поделио и потпредседник Српске листе Игор Симић, који је такво понашање специјалаца оценио као примитивизам, пренео је Косово онлајн.
"Приликом замене смена на административном прелазу Брњак вечерас, око 23.30 часова су тзв. 'специјалци' РОСУ намерно оштетили десетак паркираних приватних моторних возила у власништву Срба. Очигледно да нису могли да сакрију разочарење што наши грађани нису насели на провокације у претходних 11 дана и што је данас постигнут споразум који уважава интересе нашег народа", оценио је Симић.
Како је додао, исто се догодило и на прелазу Јариње када су огребана и приватна возила новинара. Непознати починиоци су током ноћи на прелазу Јариње избушили гуме на теретним возилима чији су власници Срби, која су искоришћена за блокаду.
Грађани који су у блокади на прелазу Јариње тврде да то раде припадници специјалних јединица косовске полиције РОСУ током смене дежурства и да је бушење гума у функцији опструкције уклањања барикада, не би ли Срби били оптужени да није испуњен део споразума који је постигнут јуче у Бриселу.
Косовска полиција демантовала је 1. октобра наводе потпредседника Српске листе Игора Симића да су "такозвани специјалци" РОСУ, приликом смене на административном прелазу Брњак, намерно оштетили десетак паркираних приватних моторних возила у власништву Срба. Косовска полиција одбацила је наводе Симића као "тенденциозне и неистините", преноси Коха диторе. Тврди да се полицијске акције предузимају у складу са косовским уставом и важећим законима и поручује да не наседа на, како наводи, "сталне провокације, дезинформације и лажне вести усмерене на одређене политичке циљеве". У саопштењу се додаје да је косовска полиција извршила званичне провере са релевантним јединицама на терену и тврди да је доказано да су такве информације неистините. Лидер АБК и бивши премијер привремених приштинских институција Рамуш Харадинај рекао је да споразум са Београдом у Бриселу „враћа Косово уназад 10 година, и да је премијер Аљбин Курти потписивањем овог споразума урушио суверенитет Косова“. Он је такође критиковао Куртија због одбијања МЦЦ пројекта за гасовод. Харадинај је наставио да критикује, називајући Куртија преварантом, и каже да је Курти испунио услове за подношење оставке. „Позивам албанску патриотску левицу, не подржавајте анархистичку левицу која служи Путиновим интересима, није случајно таква одлука донета“, закључио је Харадинај.
Дана 2. октобра, војници Кфора су стигли на Јариње. Очекује се повлачење механизације помоћу које су Срби направили блокаду, док припадници Росу пакује опрему у џипове. Окупљени народ такође полако се припрема за одлазак са Јариња, пакују своје ствари, а према постигнутом договору у Бриселу, војници Кфора ће ту остати две недеље. Слична је ситуација и на административном прелазу Брњак, где су такође пристигли војници Кфора. Градоначелник северне Косовске Митровице Милан Радојевић изјавио је јутрос да су у складу са договором који је постигнут у Бриселу "почели са ослобађањем једне коловозне траке како би јединица Кфора могле да прођу и заузму положај" на прелазима Јариње и Брњак. Како наводи Радојевић, припадници Росу би након тога требало да се повуку. Као последња тачка договора, предвиђа се формирање радне групе која ће радити на трајном решењу за регистарске таблице по стандардима и праксама ЕУ. Повлачење специјалних полицијских снага и барикада требало би да се заврши најкасније до 16.00 сати. Војници Кфора патролирају Јарињем и околином у патролама од по 20 војника. Највише има припадника пољског контингента. На административном прелазу Брњак је ослобођена једна саобраћајна трака пута из правца Зубиног Потока ка том прелазу. Реч је о левој страни пута из правца Зубиног Потока ка Брњаку. Мисија Кфора саопштила је да је започела кораке у подршци спровођењу најновијег споразума о деескалацији на северу Косова постигнутог између Приштине и Београда у оквиру дијалога који је омогућила Европска унија. Кфор наводи да је повећао патроле на главним саобраћајним путевима који су били блокирани, као одговор на развој догађаја на северу Косова. Кфор наводи да је већ повећао патроле на главним саобраћајним путевима на северу Косова који су били блокирани, као одговор на развој догађаја на прелазима Јариње и Брњак. Наводи се да ће Кфор, почев од овог викенда, у наредне две недеље привремено остати на том подручју у складу са споразумом постигнутим у Бриселу и у складу са мандатом проистеклим из Резолуције 1244 Савета безбедности, како би се обезбедило мирно и сигурно окружење за све заједнице које живе на Косову. Специјалне јединице косовске полиције Росу су се, после 13 дана око 14.30 повукле са прелаза Јариње, у складу са договором у вези са регистарским таблицама возила који је постигнут 30. септембра у Бриселу. Када је у питању административни прелаз Брњак, јединице Росу још нису кренуле да се повлаче. Припадници Росу су на сваки начин покушавали да што дуже остану на Јарињу, па су тако од Срба тражили не само да уклоне блокаду, него и да склоне шаторе поред пута, као и камион који је исто био поред пута са транспарентом "Добродошли у ЗСО". Припадници Росу на крају су се повукли према Приштини. Оно што је обележило цео дан, јесте пасивност Кфора који се држао по страни, а на крају је и један од припадника Кфора у разговору са градоначелником Лепосавића Зораном Тодићем, који је рекао да не зна које више услове могу да поставе припадници Росу, кратко прокоментарисао "Знам све, знам". Након тога, припадници Росу су се повукли. Тренутно је мирно на Јарињу и више је новинара у овом тренутку него народа, који полако креће кућама.

### Нови упад РОСУ и нереди на северу Косова и Метохије 13. октобра
Косовска полиција спровела је 13. октобра акцију у којој је затворено више продавница у северном делу Косовске Митровице и околним местима и на тај начин изазвала реакцију житеља тог града, који су камионима и возилима блокирали поједине градске улице и раскрснице. У Рашкој је у 15 сати одржан састанак председника Србије са Србима са КиМ. Због протеста грађана, полиција је у једном тренутку активирала сузавац и шок бомбе, а градом су одзвањале и сирене за узбуну. На десетине Срба је повређено током упада припадника специјалне полиције Росу на север Косова, а један мушкарац тешко је повређен, тачније упуцан је у груди, саопштио је на конференцији за новинаре директор Канцеларије за Косово и Метохију Петар Петковић. Једна жена је такође преминула због проблема са дисањем након што је косовска полиција испалила велику количину сузавца и шок бомби у њено двориште.

## Дипломатске активности
Дипломатске активности пре свега српске стране кренуле су одмах након почетка сукоба, 28. јула 2011. У Савету безбедности УН, затворене консултације о ситуацији на северу Косова и Метохије којима није могао да присуствује шеф српске дипломатије Вук Јеремић, јер су се томе стављањем вета успротивиле три сталне чланице овог тела. Српске делегација је ипак свој став дистрибуирала свим чланицама УН, као јавни документ, а Јеремић је у седишту Уједињених нација разговарао са генералним секретаром УН-а Бан Ки Муном, који је позвао на проналажење решења у складу са Резолуцијом 1244. 31. јула Скупштина Србије усвојила је рано ујутру Декларацију о актуелној ситуацији на Косову и Метохији, којом се осуђује свако насиље и позива да се криза настала једностраним актом Приштине реши мирним путем. Шеф преговарачког тима Борислав Стефановић је често долазио на северни део Косова и Метохије, обилазећи грађане на барикадама. Такође, министар за Косово и Метохију Горан Богдановић договарао се са председницима четири општине на северу Косова о мерама за нормализацију стања у том делу. Тема свих састанака је била како да се ситуација на северу Косова и Метохије одржи мирном, након једностраних потеза представника косовских институција.
Представници српских општина на северу Космета су поводом дешавања неколико дана почетком октобра боравили у посети Владе Републике Српске. Том приликом су се 3. октобра 2011. срели са председником Републике Српске Милорадом Додиком и изразили став да не желе да буду део независног Косова. Они су изнели ставове да су Срби на Космету често изложени терору и насиљу.
Косовски премијер Хашим Тачи изјавио је да Косовска влада неће повлачити одлуке донете о северу Косова, и да неће бити повратка на "статус КВО ".

### Посета генералног секретара УН-а
Тачно годину дана од избијања кризе на северу Косова и Метохије, Генерални секретар УН-а Бан Ки Мун, после турнеје посета балканских држава, 25. јула 2012. посетио је Косово и Метохију. Током посете Косова и Метохије, Бан Ки Мун се састао са високим званичницима Косовских привремених институција и представника Међународне заједнице. Током своје посете Косову и Метохији, Бан Ки Мун је посетио српски средњовековни манастир Високе Дечане. Бан Ки Мун је истакао да је забринут за ситуацију на северу Косова и Метохије, али се није састао са представницима Срба са севера Косова и Метохије. Он је такође позвао све стране да интензивирају своје напоре за решавање питања несталих особа. Бан Ки Мун је у Приштину дошао из Београда, где му је било речено да ће председник Србије Томислав Николић тражити да разговори са Приштином буду вођени уз присуство представника УН.

### Реаговања поводом десанта РОСУ на језеро Газиводе
Председник Србије Александар Вучић у сталном је контакту са генералним секретаром НАТО Јенсом Столтенбергом, после распоређивања РОСУ на Газиводама. Председник Вучић је "изразио протест због безобзирне акције Хашима Тачија и приштинског руководства", сазнаје Танјуг у изворима блиским Кабинету председника Вучића.
Портпаролка ЕУ Маја Коцијанчич позвала је у име ЕУ на мир и уздржаност поводом ситуације на северу Косова. Америчка амбасада у Приштини саопштила је да је већина земаља подржала захтев Косова за чланство у Интерполу, "упркос кампањи коју је водила Србија, и вршила притисак на земље да се супротставе кандидатури Косова".

### Реаговања поводом неуспеха пријема Косова у Интерпол
Косовски председник Хашим Тачи поручио је да су "губитници Косово и Србија, а победник само организовани криминал". Нагласио је да Косово жели да буде део борбе против криминала, али да му је ово право ускраћено. И Амбасада Велике Британије у Приштини изразила је незадовољство због тога што Косово није примљено у Интерпол, наводећи да је Косово је напорно радило за чланство у тој организацији. Албански аналитичари у Приштини кажу да је одбијање Косова лоша вест за регионалну сигурност. Такође лош је знак за процес дијалога, јер ће вероватно утицати на њихов даљи ток. Изражавају жаљење и истичу, како кажу, агресивне приговоре Србије као претендента за придруживање ЕУ.

### Реаговања на увођење такси од стране Косовских власти на робу из Србије и Босне и Херцеговине
Портпаролка ЕУ Маја Коцијанчич изјавила је 21. новембра да је порука Брисела поводом косовских такси за робу из централне Србије и обе стране јасна позвала да се уздрже од провокација. Дана 22. новембра министарство спољних послова Руске Федерације подсећа да је Косово, кршећи своје обавезе проистекле из споразума о слободној трговини, одлучило да уведе таксе од 100 процената на робу из Србије и БиХ, пренела је агенција Тас. Амерички лист "Блумберг" пише: Приштина је покренула трговински рат са Београдом након што није успела да прикупи довољно гласова за чланство у Интерполу, уз оцену да то прети да угрози године напора "да се помире балкански суседи". АП оцењује да су тензије између Србије и Косова порасле након што је Косово увело таксе од 100% на сву робу која се увози из централне Србије. Амбасадор Русије у Србији Александар Чепурин поручио је 23. новембра властима у Приштини да не треба да прецењују своје снаге. У твитер налогу је написао: "Прича о увођењу од стране Приштине "пореза-санкција" потврђује речи Наполеона које је он понављао приликом повлачења из Русије 1812. год.: "Од великог до смешног је само један корак" (Du sublime au ridicule il n'y a qu'un pas). Смисао ове изреке: не треба прецењивати своје снаге". Аустријски канцелар Себастијан Курц изразио је жаљење због одлуке владе Косова да повећа порез за 100% на робу из Србије и БиХ и поручио да баријере треба рушити, а не да се стварају нове. Руско Министарство спољних послова саопштило је, поводом упада јединица РОСУ и хапшења четворице Срба у северном делу Косовске Митровице, да ЕУ и САД "или нису у стању да обуздају своје штићенике или одобравају њихово агресивно понашање". Дана 24. новембра Аустријски вицеканцелар Хајнц-Кристијан Штрахе сматра да би Аустрија требало да предложи мировну конференцију за решавање питања Косова. Поновио је своју подршку идеји размене територија.

### Реаговања на формирање Косовске војске
1. Организација уједињених нација — 14. децембар 2018. — Током састанка ЕУ лидера у Бриселу кипарски председник Никос Анастасијадес и шефица ЕУ дипломатије Федерика Могерини говорили су о проблемима у дијалогу Београда и Приштине, тарифама на српску робу које "блокирају дијалог" и потезу трансформације Косовских безбедносних снага, за који су рекли да није добродошао[193].
2. НАТО — 14. децембар 2018. — Генерални секретар НАТО-а Јенс Столтенберг рекао је да жали што је косовски парламент донео одлуку о трансформацији косовских безбедносних снага упркос забринутости Алијансе[194]. Америчка амбасада у Приштини после усвајања закона о формирању косовске војске у парламенту Косова, огласила се саопштењем у којем понавља подршку САД "транзицији косовских безбедносних снага у снаге са мандатом територијалне одбране", уз оцену да је то суверено право Косова[195].
3. Србија — 14. децембар 2018. — Председник Србије Александар Вучић рекао је да иза одлуке о формирању такозване војске Косова стоје САД, Велика Британија и Немачка. Србија ће затражити одржавање хитне седнице СБ УН због најгрубљег кршења резолуције СБ УН 1244 доношењем одлуке Приштине о формирању војске Косова, изјавио је министар спољних послова Србије Ивица Дачић[65]. Амбасадор Србије у Москви Славенко Терзић изјавио је за Спутњик да је формирање косовске војске опасан ударац на стабилност и безбедност целокупног балканског региона, као и да је то политички и морални апсурд и корак који може да резултира неконтролисаним хаосом[196]. Одлука Приштине о формирању војске мора да буде предмет дискусије у Савету безбедности УН, изјавио је шеф Комитета Савета Федерације Русије за међународна питања Константин Косачов[197]. Одлука о трансформисању Косовских снага безбедности у пуноправну косовску армију представља корак којим се грубо нарушава Резолуција 1244 Савета безбедности Уједињених нација, а његов циљ је озбиљно нарушавање ситуације на Балкану и стварање ризика од обнављања оружаног сукоба у том региону[198].
4. Република Косово — 14. децембар 2018. — Поводом данашње одлуке о формирању војске, косовски премијер Рамуш Харадинај је рекао да је она већ постојала, али као косовске безбедносне снаге (КБС), а да је сада добила мандат да као армија брани Косово, те најавио да ће војска остати лако наоружана и устврдио да она не представља опасност за српски народ[199]. Градоначелник јужне Митровице Агим Бахтири је, према писању "Бота сот онлајн", играо са грађанима испред косовског парламента, а министар инфраструктуре Пал Лекај је музику на Тргу Приштина частио са 100 евра[200].
5. Република Српска ( Босна и Херцеговина) — 14. децембар 2018. — Председавајући Председништва БиХ Милорад Додик најавио је да ће покренути иницијативу у Председништву БиХ да се осуди формирање "војске Косова", јер је тиме директно угрожен Анекс један Б Дејтонског споразума о регионалној стабилизацији[201].
6. Шпанија — 14. децембар 2018. — Шпански премијер Педро Санчез променио је меки став који је досад имао према каталонским сепаратистима поручујући да његова влада неће прихватити ново кршење уставног поретка, пренео је портал "Политико"[202].
7. Македонија — 14. децембар 2018. — Македонски премијер Зоран Заев оценио је данас после одлуке парламента у Приштини да можда ово није право време за формирање косовске војске и позвао власти у свим државама на Балкану да воде рачуна о корацима које повлаче у интересу мира и стабилности у региону. Ову изјаву осудио је лидер албанске опозиције у Македонији Зијадин Села[203].

#### Седница Савета безбедности УН поводом формирања војске Косова
Дана 17. децембра 2018. године у Савету безбедности Уједињених нација одржана је седница на захтев Србије и Русије поводом одлуке Приштине о формирању војске. Седница је била отворена за јавност.
1. Организација уједињених нација — 17. децембар 2018. — Председавајући седницом СБ УН из Обале Слоноваче је најавио разматрање писма од 14. децембра, које је представник Србије упутио Савету безбедности УН, у којем се наводе детаљи одлуке Приштине о подизању такси на увоз робе из централне Србије.
2. Србија — 17. децембар 2018. — Србија је у писму навела да је посреди кршење ЦЕФТА споразума, рекао је председавајући читајући писмо Србије. Он је подсетио и да је ЕУ захтевала да власти у Приштини укину таксе у најкраћем могућем року. У писму се наводи да је Приштина у петак усвојила амандмане закона који омогућавају формирање "Војске Косова" и да је у питању је нарушавање Резолуције СБ УН 1244. Након уводне речи председавајућег реч је добио председник Србије Александар Вучић који је навео да је јако забринут и уплашен за будућност свог народа, али и целог региона. Он је позвао УН да се више укључе у преговарачки процес[204].
3. Русија — 17. децембар 2018. — Стални представник Русије при УН Василиј Небензја поручио је вечерас на седници СБ УН да одлука Косова да створи војску представља флагрантно кршење резолуције 1244, која захтева апсолутну демилитаризацију покрајине[205].

#### Писмо Доналда Трампа Александру Вучићу и Хашиму Тачију
Председници Србије и Косова Александар Вучић и Хашим Тачи добили су 19. децембра 2018. године писмо председника САД Доналда Трампа у ком позива оба политичка лидера да у Белој кући склопе трајни споразум о решењу Косова и Метохије.
1. Србија — 20. децембар 2018. — Министар спољних послова Србије Ивица Дачић изјавио је да писма америчког председника Доналда Трампа председнику Србије Александру Вучићу и косовском председник Хашиму Тачију "подршка су мировном процесу и ћушка онима који то успоравају"[207].

### Реаговања на платформу приштинског парламента о коначном статусу Косова и Метохије

#### Реаговања Београда и Приштине
Дана 7. марта 2019. године премијер привремених приштинских институција Рамуш Харадинај одбацио је предлог опозиционог ДСК о одлагању данашњег заседања на тему закона и платформе о наставку дијалога са Београдом и позвао посланике да о томе расправљају и постигну консензус.
1. Република Косово — 7. март 2019. — Премијер привремених приштинских институција Рамуш Харадинај изјавио је да данашње изгласавање закона и платформе за наставак дијалога са Београдом значи да су границе Косова недодирљиве и да неће бити "трећег нивоа власти"[208].
2. Србија — 7. март 2019. — Поједине земље Европске уније играју двоструку игру и не желе да се постигне договор о Косова и Метохије у ком оне нису водећи фактор, изјавио је данас министар спољних послова Ивица Дачић и истовремено поздравио појачану ангажованост САД у решавању косовског питања[209].
3. Србија — 8. март 2019. — Одговор Александра Вучића на платформу Приштине биће рационалан, озбиљан, одговоран и чврст, поручио је генерални секретар председника Србије Никола Селаковић.

#### Реаговања САД на платформу приштинског парламента о коначном статусу Косова и Метохије и на увођење такси
Подсекретар у америчком Стејт департменту Дејвид Хејл позвао је 8. марта, у разговору с председником Србије Александром Вучићем, на укидање такси које је Приштина увела на српску робу, али и заустављање обостраних провокација и наставак дијалога, објавила је Амбасада САД у Београду на свом Твитер налогу поводом сусрета са шефом српске државе.
1. САД — 8. март 2019. — Заменик помоћника државног секретара САД Метју Палмер поновио је да би САД желеле да Косово укине таксе на робу из централне Србије како би се дијалог с Београдом поново покренуо[211].

#### Реаговања Русије на масовна хапшења на Северу Косова и Метохије и на пребијање руског дипломате
1. Русија — 28. мај 2019. — Државна дума је наложила свом комитету за међународне послове да пажљиво прати ситуацију у Србији због заоштравања ситуације на Косову и Метохији. Министарство иностраних послова Русије је назвало недопустивим хапшење руског држављанина на Косову, тражи од мисије УН на Косову исцрпне информације о његовом хапшењу и његово ослобађање[212].

### Реаговања на одузимање српских регистарских таблица на северу Косова
1. Француска — 20. септембар 2021. — Директор Управе за сарадњу с дијаспором и Србима у региону, француски хуманитарац Арно Гујон изјавио је данас да су Срби са севера Косова изузетно узнемирени и у страху од новог насиља након доласка специјалних јединица Росу на прелазе Јариње и Брњак. Он је навео је да ће пратити ситуацију и да ће у реалном времену објављивати информације и на француском језику[213].
2. Република Српска — 20. септембар 2021. — Ситуација на Косову и Метохији је подвала међународне заједнице, изјавио је српски члан Председништва БиХ Милорад Додик и тврди да је одузимање регистарских таблица са ознакама са севера КиМ, те обавеза возила из централне Србије да имају пробне таблице и да плаћају осигурање "договор представника међународне заједнице”. Он је на конференцији за новинаре у Бањалуци указао да се Бриселски споразум не поштује и тврди да међународна заједница ништа није урадила да формира Заједницу српских општина. Он каже и да Албанце охрабрују да из Бриселског споразума "узимају шта им одговара”. Додик је такву ситуацију упоредио с сличном коју су, каже, имали у БиХ."Имали смо сличну ситуацију са таблицама у БиХ. Покушали су да интегришу БиХ, па нису успели. Из америчке и британске амбасаде исто се понашају у Сарајеву као и у Приштини, где исто игноришу Србе”, навео је Додик[214].
3. Република Косово — 21. септембар 2021. — Председница привремених приштинских институција Вјоса Османи тврди да је Београд тај који је једнострано деловао од 2016. године и који крши споразуме из Брисела, а не Приштина. Османи је на Фејсбуку позвала Европску унију да изврши притисак на Владу Србије да "одмах прекине с провокацијама Косова и злоупотребом грађана у политичке сврхе”. Она је оценила да се "мере реципроцитета” по питању регистарских таблица не могу сматрати једностраном акцијом већ наводним "деловањем у складу са потписаним споразумима” које би, како је навела, требало да захтева и ЕУ. Османи тврди и да "илегалне српске структуре” које се, како наводи, финансирају из Србије и примају налоге из Србије, "предузимају радње којима не само да крше бриселске споразуме, већ и угрожавају безбедност грађана и стабилност региона”. Она је додала да ниједна врста претње из Србије неће зауставити Приштину у спровођењу закона у складу са међународним обавезама, "а у корист свих грађана, без обзира на етничку припадност”. Османи је оценила да "дестабилизујућа политика Србије” на КиМ и у региону и њени "хегемонистички циљеви” за развој "тзв. српског света” представљају повратак политици Србије из деведесетих[109].
4. ЕУ — 21. септембар 2021. — Специјални представник ЕУ за дијалог Београда и Приштине, Мирослав Лајчак, рекао је да је забринут због ситуације на северу Косова и Метохије и позвао на хитно спуштање тензија. Лајчак, који се тренутно налази у посети Београду, наглашава да је о ситуацији на северу КиМ разговарао са ЕУ амбасадорима[215].
5. Србија — 22. септембар 2021. — Узрок свих изјава о Србији које долазе из Хрватске су, на првом месту, комплекси, а хрватска политика према Србији је мешавина комплекса и зле намере, изјавио је данас министар унутрашњих послова Александар Вулин, додајући да никада званичници Србије нису први дали изјаву која је изазвала полемику. На констатацију да је оштро одговорио председнику Хрватске Зорану Милановићу, на његове последње изјаве, Вулин каже да то није оштра, већ примерена реакција[216].
6. Русија — 22. септембар 2021. — Ситуација на Косову и Метохији је креирана из чисто популистичких и политичких разлога, да се изазове криза која одговара Аљбину Куртију пред локалне изборе, изјавио је данас за Танјуг асистент на Факултету политичких наука Стефан Сурлић."Регистарске ознаке из централне Србије никада нису биле тема дијалога, већ искључиво регистарске таблице возила на Косову која су имала ознаку КС, зато што Србија због статусног спора није признавала таблице РКС”. Он је додао је у техничком смислу реч о два споразума која су постигнута 2011. и 2016. године и односе се на слободу кретања."Уколико Приштина има неких проблема у комуникацији са Београдом, она би пре свега требало да има на уму статус Срба на северу Косова који већ деценијама живе у ванредним околностима”. Како је навео, да се размишљало о грађанима који живе на северу Косова, постигао би се компромис у виду продужења рока или новог споразума."Имамо једнострану одлуку Приштине, без обзира што говорим о истеку споразума. То је наводило на обавезу да две стране направе нови договор и постигну неко компромисно решење, а не да се једностраним актом поништава све оно што су досадашњи споразуми ипак изградили као један однос поверења и слободног протока људи и возила”. Он не очекује да ће међународна заједница направити већи искорак у сукобу две стране, сем уобичајених позива на смиривање тензија. Према његовим речима, предуслов за постизање финалног договора између Београда и Приштине јесте поштовање до сада преузетих обавеза и свих договора[217].
7. ЕУ — 22. септембар 2021. — Шеф дипломатије Европске уније (ЕУ) Жозеп Борел позвао је вечерас на хитну деескалацију на северу Косова и додао да се мора избећи свака провокација или једнострана акција која је у супротности са интересима људи у региону. Истакнуто је да је дијалог уз посредовање ЕУ једина платформа за решавање свих отворених питања и ЕУ снажно апелује на обе стране да га у потпуности искористе. Борел је нагласио да су сви споразуми, постигнути у процесу дијалога уз посредовање ЕУ од његовог почетка 2011. године, важећи и обавезујући за обе стране[218].
8. Република Косово —  Данска — 23. септембар 2021. — У Београду промовисана књига Куртијеве супруге. Реч је о књизи "Идеја слободе и 'самоопредељење" Рите Аугестад Кнудсен, супруге косовског премијера Аљбина Куртија, а тим поводом Хелсиншки одбор за људска права, који је превео књигу на српски језик, организовао је и разговор о теми самоопредељења. Ауторка, која се путем Зума укључила на конференцију, захвалила је организатору на преводу и организовању разговора о теми права на самоопредељење. У разговору су, поред Соње Бисерко, учествовали директор Форума за етничке односе Душан Јањић, професор Факултета политичких наука у Београду Драган Ђукановић. Посредством интернета су се у разговор укључили директор Косовског института за истраживања и развој (КИПРЕД) др Љуљзим Пеци, професор Факултета политичких наука у Сарајеву Нерзук Ћурак, професор Правног факултета у Подгорици Срђан Дармановић. Ауторка је, између осталог, рекла како очекује да ће се концепт самоопредељења, чије се значење и концепт мењају, вратити у међународну политику. Књига, између осталог, како пише у уводу, говори о томе како су се значајне изјаве у XX и почетком XXI века о теми самоопредељења одражавале на борбу која се водила око међународног значења слободе и биле њен део[219].
9. Република Косово — 24. септембар 2021. — Председник Демократског савеза Косова Љумир Абдиџику изјавио је да се не може лош рад и вођење косовске владе компензовати акцијама на северу Косова. Он је додао да је решавање проблема таблица потписано у Бриселу, али да је неодговорно да се, због увођења пробних таблица, праве проблеми људима из Прешева и околних места, наводи Економија онлајн. Како преноси Косово онлајн, лидер ДСК је изразио наду да косовска влада на челу са Аљбином Куртијем зна како ће да поступи у новонасталој ситуацији јер, како је рекао, овакве акције доносе и последице. "Оно што не смеју да дозволе је да се тема севера интернационализује и да се тензије наставе”, рекао је Абдиџику[220].
10. Уједињене нације —  Србија — 24./25. септембар 2021. — Премијерка Србије Ана Брнабић изјавила је у Њујорку да САД тренутно формирају тимове који ће се бавити Западним Балканом и да очекује да ће та земља већ у наредним данима или недељама посветити већу пажњу политичким питањима и провокацијама у региону. Брнабићева је то изјавила српским медијима после састанка са подсекретарком за политичка питања у Стејт департменту Викторијом Нуланд, са којом је разговарала и о тренутној ситуацији на КиМ. Премијерка је оценила да је тај састанак био одличан, искрен и отворен. "Америка је у процесу формирања тимова који ће се бавити Западним Балканом. То је код њих та смена генерација која се тренутно дешава и очекујем свакако да ће у наредним данима и недељама имати и веће америчко присуство и већу њихову пажњу политичким питањима и свим провокацијама које се дешавају”, навела је Брнабићева. Такође, истакла је да Србија има велику подршку САД на путу европских интеграција. Како је рекла, Нуландова се интересовала на састанку о томе шта Србија очекује од словеначког председавања ЕУ до краја ове године. "Затим, шта очекујемо од разговора са европарламентарцима око изборних услова и да уколико се наставља реформа у области владавине права, да ћемо имати у разговору између САД и ЕУ, јаку подршку САД. Јако добар разговор са особом која утиче на то како изгледа политика САД на Балкану, а не особом која извршава ту политику. Јуче сам касно увече имала добре састанке на маргинама (Генералне скупштине УН) и са (аустријским) канцеларом Себастијаном Курцом, као и одличан састанак са министром спољних послова Финске, чија нам је подршка изузетно важна за европске интеграције”, навела је премијерка. Подсетила је да ће се у току дана састати са генералним секретаром УН Антонијом Гутерешом и да ће се после обратити на генералној дебати у УН. Председница Владе Србије Ана Брнабић рекла је у Њујорку, поводом изјаве премијера Албаније Едија Раме који је пред Генералном скупштином УН позвао све да признају независно Косово, да поједини користе ту говорницу за политичке поене и да такве изјаве нису добре за регионалну безбедност. Истакла је да је имала одличан састанак са Гутерешом, јер је то што је рекао за Косово, била његова прва реченица на састанку, као и да је захвалио Србији на свему што ради за УН, мултилатерализам и међународни поредак. Брнабићева је додала да је то учествовање у мировним мисијама, донације вакцина, хране и друго. Она је захвалила УН на приступу према српској делегацији и делегацији тзв. Косова која се, како је рекла, нигде није могла видети. Премијерка је додала да је Србија управо и радила на томе да се такве ствари не дешавају. Албански премијер затражио је у говору пред Генералном скупштином УН да земље које до сада нису признале самопрокламовану независност Косова то учине. Рама је, поред осталог, изнео тврдњу да је "суверенитет Косова реалност која траје 13 година и коју сви треба да прихвате”. Увек је част разговарати са генералним секретаром УН Антониом Гутерешом, а данас је била посебна. Састанак је започео речима да за УН Косово није држава и на том ставу сам му се у име Републике Србије најсрдачније захвалила, написала је на "Твитеру” председница Владе Србије Ана Брнабић[221][222][223].
11. Србија —  Хрватска — 25. септембар 2021. — Министар унутрашњих послова Александар Вулин изјавио је данас да је хрватски председник Зоран Милановић најпаметнији политичар у Хрватској, био би у најбољим односима и са Србијом и са Србима, а Александар Вучић му не би био тема[224]. Хрватски председник Зоран Милановић је у Вараждину, реагујући на изјаву министра унутрашњих послова Србије Александра Вулина да Милановић '"спада у глупље хрватске политичаре”, одговорио да он нема "своје галамџије и букаче” који ће, каже, на "сва уста” извређати српског председника Александра Вучића. Он је казао да је раније употребио израз "ратни хушкач”, али не и "четник” и да је то нешто где он повлачи границу[225]. Премијерка Србије Ана Брнабић изјавила је на крају посете САД где је учествовала у дебати Генералне скупштине УН да је у разговорима чула да је више него очигледно да је Србија спремна на дијалог и да је очигледно да Приштина није. О ситуацији на КиМ Брнабићева је говорила на свим састанцима, а на питање да ли је било повратне реакције, каже да је било[226].
12. Србија —  Русија — 25. септембар 2021. — Министар спољних послова Никола Селаковић данас је у Њујорку, у разговору са министром иностраних послова Руске Федерације Сергејем Лавровом, истакао да постоји несебична и принципијелна руска подршка Србији. Селаковић је нагласио да су односи Србије и Русије искрени, отворени и традиционално пријатељски, чему сведочи изузетно добра сарадња на свим пољима. Подвукао је константно јачање политичке сарадње, којој, према речима министра, умногоме доприносе редовни сусрети на највишем и високом нивоу. Селаковић је посебно навео да су одлични односи председника Александра Вучића и Владимира Путина од посебне важности за свеукупну сарадњу. Шеф српске дипломатије је указао и на веома добру комуникацију коју остварују два министарства спољних послова и подсетио на посету министра Лаврова Србији и његову узвратну посету Русији, и позвао је шефа руске дипломатије у званичну посету Србији. Селаковић је и овом приликом захвалио на несебичној и принципијелној подршци Русије територијалном интегритету и суверенитету Србије. Нагласио је и значај снажне подршке Русије нашим државним и националним интересима у међународним форумима, посебно у УН и Савету безбедности. Селаковић је информисао руског колегу о ситуацији на КиМ и најновијим једностраним потезима и провокацијама Приштине, и захвалио због начина на који је руско Министарство иностраних послова реаговало на најновији упад специјалних јединица приштинске полиције на север покрајине. Селаковић је изразио наду да ће министар Лавров и делегација Русије учествовати на скупу у Београду, поводом обележавања 60 година од Прве конференције несврстаних, и истакао да је то и добра прилика за њихов нови билатерални сусрет. Саговорници су разговарали о ситуацији у региону Западног Балкана, као и о предстојећој седници Савета безбедности посвећеној редовном извештају генералног секретара УН о раду Мисије УМНИК на КиМ[227].
13. ЕУ —  Србија — 26. септембар 2021. — Високи представник за спољну политику и безбедност Европске уније Жозеп Борељ позвао је данас Београд и Приштину на безусловно деескалирање ситуације на северу Косова и Метохије, хитним повлачењем специјалних полицијских јединица и уклањањем блокада путева. Било какве даље провокације или једностране и некоординиране радње су неприхватљиве, напоменуо је Борељ у саопштењу и додао да и даље помно прати ситуацију на северу КиМ. Он је додао да је то нагласио у разговорима са председником Србије Александром Вучићем и премијером привремених приштинских институција Аљбином Куртијем ове недеље. Дијалог уз посредовање ЕУ и даље је једина платформа за решавање свих отворених питања између страна, укључујући и она у вези са слободом кретања и регистарским таблицама, нагласио је Борељ и "снажно" позвао Приштину и Београд да га користе. Борељ је поновио да очекује да ће се и Приштина и Београд вратити стварању окружења погодног за помирење, регионалну стабилност и сарадњу на добробит својих грађана. Борељ је напоменуо да је у блиском контакту са генералним секретаром НАТО-а Јенсом Столтенбергом, коме захваљује на одличној сарадњи између КФОР-а и ЕУЛЕКС-а. Србија ће наставити да поштује све споразуме које је потписала, све међународне правне прописе и наставити да пружа подршку регионалном миру и стабилности упркос неодговорном, неозбиљном и криминалном понашању приштинских власти, истакао је данас председник Србије Александар Вучић у разговору са високим представником Европске уније (ЕУ) за спољну политику и безбедност Жозепом Борељом. Вучић је са Борељом разговарао телефоном, а високи представник том приликом позвао је на стрпљење, очување мира и наставак дијалога у Бриселу, саопштила је прес служба председника[228].
14. САД —  ЕУ — 27. септембар 2021. — Сједињене Државе са Европском унијом, НАТО и владама Косова и Србије раде на предузимању хитних корака за избегавање ескалације ситуације и угрожавању напретка који је постигнут у оквиру дијалога. Сједињене Државе са Европском унијом, НАТО и Београдом и Приштине раде на предузимању хитних корака за избегавање ескалације ситуације и угрожавању напретка који је постигнут у оквиру дијалога. Портпарол Стејт департмента Нед Прајс рекао је да је важно избегавати радње које би могле повећати тензије. Према писању медија, САД су саопштиле да ће заменик помоћника државног секретара САД за европска и евроазијска питања Габриел Ескобар присуствовати састанцима који ће се наредних дана одржати у Бриселу[229].
15. Албанија —  Република Косово — 27. септембар 2021. — Премијер Албаније Еди Рама поручио је након састанка са косовским премијером Аљбином Куртијем у Приштини да „Србија прави театралне маневре на северу Косова“, преноси Газета експрес. Према његовим речима „ти маневри заправо не штите грађане Србе на северу Косова, како тврди званично београдско руководство, чак и неки духови генерала поражене војске на бојном пољу, пре више од 20 година, који су изгледа изашли из гроба уз тврдње да се штити интегритет и безбедност грађана Србије на Косову“. Поступке Срба на северу назвао је театралним маневрима, док је поменуо и да је Влада Косова платила струју за Србе на северу. Он је навео да није имао разговор са председником Србије Александром Вучићем у вези са ситуацијом на северу Косова, додајући да је на страни Приштине. Када је у питању "Отворени Балкан", Рама је, одговарајући на питање да ли је сада уверен да са Србијом неће бити отвореног Балкана, рекао да сада још више сматра да то треба учинити. Рама је рекао је да је Косово потпуно у праву по питању реципроцитета регистарских таблица са Србијом, али и да је дијалог једино решење за ово питање[230].
16. САД — 27. септембар 2021. — Портпарол ЕУ, Петер Стано, поручио је данас да је ЕУ јасна у својој поруци да је деескалација кључна реч за тренутну ситуацију између Београда и Приштине, али и у оцени да су за спуштање тензија првенствено одговорне две стране. Стано је на редовној конференцији ЕК за медије нагласио да ће ”први позитиван корак” у решавању ситуације на КиМ бити долазак главних преговарача у Брисел. Стано наводи да се преговарачи очекују у Бриселу, а да ће се додатни детаљи накнадно саопштити. Уместо да реагујете једнострано или се ангажујете у провокацијама, требало би да искористите платформу дијалога како би решили сва отворена питања. Дијалог није пропао јер верујемо да ће на крају бити могуће да се обе стране договоре, а ми смо ту да им помогнемо у томе”, каже Стано. Он додаје да је ЕУ, на свим нивоима, од почетка ”снажно ангажована у дипломатским напорима за смиривање ситуације на КиМ и то како на терену са Београдом и Приштином, тако и са међународним партнерима. Стано је поновио да се сеф дипломатије ЕУ, Жосеп Борељ, јуче поново телефоном чуо са председником Србије. Александром Вучићем и премијером тзв. Косова, Аљбином Куртијем[231][232]. Портпарол ЕУ Петер Стано потврдио је да ће се главнини преговарачи Београда и Приштине Петар Петковић и Бесник Бислими састати у среду, 29. септембра, у Бриселу. Претходно је Стано нагласио да ће ”први позитиван корак” у решавању тренутне ситуације на КиМ бити долазак главних преговарача у Брисел. Шеф дипломатије ЕУ Жозеп Борељ у јучерашњем саопштењу најавио је састанак главних преговарача уз очекивање да је од кључне важности да они дођу ”са мандатом да разговарају о даљем путу и пронађу одржива решења која су у интересу грађана”. Петер Стано је данас оценио да ”дијалог Београда и Приштине није пропао” као и да ЕУ верује да ће на крају ”бити могуће да се обе стране договоре како „ о решењу за тренутну кризу на Косову и Метохији, тако и о свеобухватном решењу за нормализацију односа“[233].
17. САД —  Република Косово — 27. септембар 2021. — Доњета Мифтари, саветница председнице привремених приштинских институција Вјосе Османи, негирала је писање појединих приштинских медија да је амерички Стејт департмент критиковао Османијеву због акција Приштине на северу Косова и Метохије. Додала је да је присуствовала телефонском разговору званичника Стејт департмента и Османијеве и да „потврђује да то није тачно“, преноси „Косово онлајн“. Претходно је ТВ „Кљан Косова“ објавила да је Стејт департмент јасно ставио до знања Вјоси Османи да се не слаже са начином на који је Приштина успоставила реципроцитет за регистарске таблице возила са Србијом и слањем специјалних снага на север Косова. Како је навела та приштинска телевизија, позивајући се на своје изворе, незадовољство начином на који су приштинске институције организовале акцију на северу, директно је пренето Османијевој у суботу у Вашингтону. „Ова акција је угрозила безбедност“, речено је наводно Османијевој из Стејт департмента[234].
18. Србија — 28. септембар 2021. — Канцеларија за Косово и Метохију саопштила је да је јучерашњи напад на групу Срба који су отишли у јужни део Косовске Митровице како би обавили административне послове права слика и прилика данашњег друштва на самопроглашеном "Косову", које је годинама грађено на отровној и безумној мржњи према српском народу и свему што је српско. Овај недопустиви инцидент наставак је и последица безумних акција Приштине чији специјалци данима провоцирају српски народ на прелазима на северу КиМ, наведено је у саопштењу Канцеларије. Истиче се да се мултиетничко друштво не прави ножевима, флашама, демонстрацијама силе, нити мржњом према комшијама и суграђанима и да је ових дана постало више него јасно да Приштина жели да Срба или нема или да буду затворени у резервате, без права на кретање, језик и слободно мишљење. Канцеларија указује да они који позивају "две стране" на деескалацију, треба да, ако не желе да наставе да затварају очи пред реалношћу, виде да "другу страну" у том дивљаштву чине незаштићени људи, угрожених права. Срби неће бити мета за иживљавање екстремиста, јер напад на сваког Србина на Косову и Метохији је напад на читав српски народ, а инспиратори хајке на наш народ одговараће за то што чине, наглашава се у саопштењу Канцеларије за Косово и Метохију[235].
19. САД —  ЕУ — 28. септембар 2021. — САД ће у сарадњи са ЕУ, НАТО и Владом Србије и Приштином покушати да предузме неодложне кораке како би се зауставила ескалација тензија (на Северу Косова и Метохије), омогућио даљи напредак дијалога под окриљем ЕУ и спречио негативан утицај на свакодневни живот грађана, поручује се из Стејт дипартмента. На питање Танјуга упућено Габријелу Ескобару, заменику државног секретара за Европу и Евроазију да ли очекује да ће проблем бити решен на предстојећем састанку у Бриселу, из Стејт дипартмента поручују да поздрављају долазак представника Београда и Приштине у Брисел и изражавају наду да ће изасланици покренути отворен, озбиљан и непосредан дијалог уз потврду да ће се и Габријел Ескобар укључити у овонедељне бриселске разговоре. САД апелују на Србију и власти у Приштини да се врате дијалогу уз посредовање ЕУ и да без одлагања решавају сва спорна питања, укључујући она везана са енергетику и друге области које утичу на свакодневни живот грађана, истичући да САД немају рецепт за решавање проблема[236]. Иако је амбасада САД у Приштини потврдила да ће на хитном састанку, сазваном због ситуације на северу Косова у Бриселу, учествовати и заменик помоћника државног секретара Габријел Ескобар, портпарол Европске уније Петер Стано је то негирао, пише Газета експрес. "Не, господин Ескобар неће присуствовати разговору. Дијалог има три учесника - Косово, Србију и ЕУ. Сви остали подржавају дијалог споља", рекао је Стано за Газету експрес[237].
20. Русија — 28. септембар 2021. — Москва забринута због ситуације на КиМ и позвала НАТО и ЕУ да убеде Приштину да повуче своје снаге. Брисел демантује тврдње америчке амбасаде у Приштини да ће на хитном састанку о Косову бити и њихов представник. Анализирамо – зашто је мисији Кфор која је задужена за безбедност на Космету требало осам дана након упада косовских специјалних јединица да се појаве у кризном подручју[238]?
21. Кина —  Србија — 29. септембар 2021. — Председник Србије Александар Вучић и амбасадорка Народне Републике Кине Чен Бо су разговарали о ситуацији на северу Косова и Метохије. Овом приликом је амбасадорка Чен председнику Вучићу пренела да је став кинеске стране по питању Косова и Метохије доследан и јасан. Председник Вучић је захвалио председнику Кине Сију Ђинпингу и кинеској држави и партији на подршци по питању Косова и Метохије. Овом приликом је председник Вучић уручио амбасадорки Чен честитку упућену председнику Сију поводом 1. октобра, Дана оснивања Народне Републике Кине[239].
22. САД —  ЕУ — 29. септембар 2021. — Изасланик САД за Западни Балкан Габријел Ескобар састао се у Бриселу са специјалним изаслаником ЕУ за дијалог Мирославом Лајчаком, а одвојено је разговарао са шефовима преговарачких тимова Београда и Приштине Петром Петковићем и Бесником Бисљимијем, иако је портпарол ЕУ Петер Стано негирао да ће Ескобар учествовати у бриселском дијалогу[163].
23. Русија —  Србија — 29. септембар 2021. — Председник Србије Александар Вучић примио је данас амбасадора Руске Федерације Александра Боцан-Харченка и захвалио на подршци званичне Москве по питању Косова и Метохије. Амбасадор Боцан-Харченко је и овом приликом рекао да Москва са великом забринутошћу прати ситуацију на северу Косова и Метохије. Он је указао на то да одговорност за насталу кризу лежи на привременим институцијама у Приштини, које крше и не испуњавају споразуме који су раније потписани, саопштила је Служба за сарадњу са медијима председника Србије. Амбасадор Боцан-Харченко је истакао да српска страна делује са највећом одговорношћу, док Приштина не показује ниједан знак да је за тражење компромисног решења. Вучић је захвалио на активној подршци Руске Федерације територијалном интегритету и суверенитету Републике Србије. Председник Вучић и амбасадор Боцан-Харченко су разговарали о заједничким српско-руским пројектима у склопу припрема за ново заседање Међувладиног комитета за трговину, економску и научно-техничку сарадњу и посету потпредседника руске Владе Јурија Борисова. Вучић је овом приликом рекао да се нада да ће у наредним месецима поново имати част да разговара са председником Руске Федерације Владимиром Путином[240].
24. САД — 30. септембар 2021. — Изасланик САД за Западни Балкан Габријел Ескобар изјавио је да је срећан што су се смириле тензије између Београда и Приштине и што су обе стране пристале на решење за ситуацију на северу Косова и Метохије. Он је на аудио конференцији у Бриселу рекао да су САД дале Приштини за право да спроведе реципроцитет према Србији, али да је додао да најновији потез Приштине у вези са регистарским таблицама за њих био изненађујући. Ескобар изјавио је да не искључује могућност да САД именују изасланика за дијалог, што је у администрацији бившег председника Доналда Трампа био Ричард Гренел, и додао да остаје да се види да ли ће до тога доћи. Задовољан сам споразумом две стране у Бриселу које су се обавезале да се нађе решење за ситуацију на Северу Косова, рекао је Ескобар. Ескобар је додао и да ескалација око прелаза не помаже, као и да је у блиским контактима са обе стране како би се избегле такве ситуације, пренео је Танјуг. Он је за „Блиц“ рекао да је охрабрио партнере из ЕУ да упуте јачу поруку да су земље Западног Балкана жељене и потребне Унији и нагласио да ће наставити да преноси ту поруку. Изразио је наду да ће обе стране увидети да су већ интегрисане и да ће учинити напредак да заврше ту интеграцију. Он је нагласио да су земље Западног Балкана европске[241].
25. Србија —  Русија — 1. октобар 2021. — Директор Канцеларије за Косово и Метохију Петар Петковић разговарао је са амбасадором Русије Александром Боцан-Харченком о последњој рунди разговора Београда и Приштине у Бриселу и постигнутом договору о деескалацији на северу Косова и Метохије. Новим споразумом примењиваће се оно што је договорено 2016. године, што значи да више не може бити речи ни о каквом тзв. реципроцитету, већ испуњењу споразума, истакао је директор Канцеларије за Косово и Метохију. Петковић је оценио да је у четвртак 30. септембра у Бриселу постигнут споразум којим можемо бити задовољни. Он је нагласио да је од посебног значаја чињеница да јучерашњим споразумом почиње испуњавање свих до сада постигнутих договора у Бриселу. Додао је да је српска делегација инсистирала и на случају Ивана Тодосијевића, где је прекршен Бриселски споразум у тачки 10 по питању присуства двоје српских судија у поступајућем већу, што је у свом саопштењу јасно нагласила и ЕУ. Петковић је захвалио руском амбасадору на подршци и на том што је обишао Јариње и Рашку, што је, каже, такође у моралном смислу охрабрило српски народ, који је био окупљен на административним прелазима како би бранио право на слободу кретања[242].
26. НАТО —  ЕУ — 1. октобар 2021. — Генерални секретар НАТО-а Јенс Столтенберг и специјални изасланик ЕУ за дијалог Мирослав Лајчак разговарали су о дијалогу Београда и Приштине и другим питањима у региону Западног Балкана. Столтенберг ће, како је саопштио НАТО, остати у блиском контакту са председником Србије Александром Вучићем и Аљбином Куртијем у вези са потребом деескалације, показивања уздржаности и повратка дијалогу. НАТО поздравља недавно постигнут споразум о деескалацији и напредак на северу постигнут уз посредство ЕУ, рекао је Столтенберг. Он је навео да мисија Кфора има кључну улогу у обезбеђивању ефикасне имплементације договореног, као и да НАТО остаје чврсто посвећен стабилности региона Западног Балкана. Столтенберг је поздравио и сарадњу ЕУ и НАТО као одлучан пример стратешке сарадње између две организације. Истовремено, Лајчак је објавио да је са Столтенбергом разговарао о договору о смањењу тензија на северу Косова и Метохије и наредним корацима у дијалогу Београда и Приштине, који се води под покровитељством ЕУ. Лајчак је на Твитеру додао да је захвалио на важној улози и доприносу Кфора на Косову и Метохији. Он је додао да је сарадња ЕУ и НАТО кључна у региону пошто, како је навео, деле заједничке циљеве. „Задовољство ми је било да се састанем са Столтенбергом и известим савезнике НАТО-а о јуче постигнутом договору и наредним корацима у дијалогу под покровитељством ЕУ“, навео је Лајчак[243].

### Реаговања на упад РОСУ и сукобе на северу Косова 13. октобра 2021.
У седишту Уједињених нација у Њујорку 15. октобра је одржана седница Савета безбедности на којој је разматран редован шестомесечни извештај генералног секретара УН Антонија Гутереша о ситуацији на Косову који се односи на период од 16. марта до 15. септембра 2021. године. Уочи почетка седнице, министар спољних послова Србије Никола Селаковић је накратко разговарао са руским амбасадором у УН Василијом Небензјом. Министар Селаковић рекао је, обраћајући се на седници, да Србија поштује улогу УН на Косову и Метохији. Амбасадори земаља чланица Савета безбедности УН поздравили су недавно постигнут привремени договор Београда и Приштине о питању таблица и позвали обе стране да наставе дијалог у циљу постизања трајног решења. Амерички дипломата позвао је на окончање мисије Унмика, чему су се успротивили представници Русије и Кине.
1. Организација уједињених нација — 15. октобар 2021. — Седница у Њујорку је почела извештајем који је представио шеф Унмика и специјални представник генералног секретара Уједињених нација, Захир Танин. Шеф Унмика упозорио је амбасадоре држава чланица Савета безбедности УН да једностране акције, попут одлуке власти у Приштини о регистарским таблицама, доприносе расту тензија и да су резултирале повредама више особа. Танин је, представљајући извештај генералног секретара УН Антонија Гутереша, рекао је да је недостатак политичке комуникације кључни разлог нових тензија. Власти у Приштини су, без одговарајуће комуникације са осталим организацијама укључујући и Кфор, почеле да спроводи одлуку о регистарским таблицама, рекао је Танин, наводећи да су се на административној граници појавила блиндирана возила, као и да је употребљен сузавац како би се растерали демонстранти. Чињеница да овакав потез није био предмет дискусије у редовним комуникацијама, довели су до дводневних тензија, које су прекинуте уз посредовање ЕУ и подршку дипломата из САД. Танин је, такође, захвалио шефовима НАТО-а и Европске комисије на личном доприносу у процесу смиривања тензија, додајући и да је лично апеловао да се тензије смање. Ипак, недељу дана касније, косовска полиција је поново распоредила специјалце на север Косова и остаје питање да ли је НАТО обавештен о акцији на ваљан начин, навео је он. Уколико се велика већина људи из различитих заједница не осећа као део политичког процеса и уколико друштво не стане иза преговора, сви покушаји да се реше проблеми ће бити недостижни, рекао је Танин, називајући документе „потребним, али недовољним за трајна решења“. Генерални секретар УН Антонио Гутереш је, у најновијем извештају Унмика о ситуацији на Косову и Метохији поздравио обнављање дијалога између Београда и Приштине, уз посредство Европске уније и позвао две стране на конструктиван ангажман и на примену постојећих споразума и спречавање застоја у процесу који траје већ дуги низ година[244].
2. Србија — 15. октобар 2021. — Министар је подсетио да Приштина не поштује Бриселски споразум и да свакодневно прави провокације на северу Косова и Метохије. Безбедносна ситуација на Косову и Метохији је поремећена нападима на Србе, објаснио је он. Селаковић је подсетио на напад Србе од пре два дана и рекао да сузавац и шок бомбе постају свакодневница Срба на КиМ. Он је објаснио да је Верица Ђелић преминула од сузавца и да је Срећко Софронијевић тешко рањен. Он је објаснио да је „шверц“ био само цинични изговор за оружани напад на ненаоружане цивиле, а који је почео рафалима испаљенима у апотеке које снабдевају Србе врло битним лековима[244].
3. Косово — 15. октобар 2021. — Председница привремених приштинских институција Вјоса Османи изјавила је на седници Савета безбедности УН да ће Приштина наставити да учествује у дијалогу са Београдом, али је поновила став да је коначни циљ тог дијалога — узајамно признање. „Србија мора да схвати да се реалност независног Косова никада неће променити“, тврди Османијева. Поводом најновијих акција косовске полиције на северу покрајине, она је демантовала шефа Унмика, наводећи да су НАТО и Кфор, као и амбасаде још неких земаља биле упознате са тим акцијама. Циљ те акције, казала је Османијева, била борба против организованог криминала, што је, према њеним речима, рат који нема етничку припадност. Она је, такође, позвала на окончање мисије Унмика, као и да се такозваном Косову омогући место међу чланицама низа међународних организација. „Унмик је формиран пре 22 године под изузетно тешким околностима као би успоставио привремену администрацију. Понављам привремену”, изјавила је Османијева[244].
4. САД — 15. октобар 2021. — САД охрабрују Београд и Приштину да наставе дијалог под окриљем ЕУ, рекао је амерички представник у УН, наводећи да разговори представљају најбољи начин за превазилажењем проблема. „Разочарани смо што наши ранији позиви усмерени ка укидању Унмика нису наишли на разумевање“, рекао је амерички дипломата[244].
5. Русија — 15. октобар 2021. — Руски амбасадор при УН Василиј Небензја је нагласио да се Москва противи укидању или промени мисије УН на Косову, као и да се противи примању Косова у међународне организације. Нејасна реакција западних земаља под чијом је Приштина надлежношћу и које фактички повлађују Приштини, даје Приштини осећај сведозвољености и провоцира ситуацију до отворене конфронтације, рекао је, између осталог, руски дипломата[245].
6. Кина — 15. октобар 2021. — Амбасадор Кине при УН рекао је да је позиција Кине иста и да она поштује суверенитет и територијални интегритет Србије. Он је казао да Кина подржава да обе стране у оквиру резолуције 1244 СБ УН пронађу одрживо решење. Такође, истакао је, наставак унилатералних потеза Приштине забрињава Кину и додао да је дијалог једино решење „Залажемо се за наставак дијалога. Србија је показала вољу да се кроз дијалог нађе решење. Било какви погрешни потези могли би да ставе Косово на погрешан пут. Такође сматрамо да би требало заштитити интересе косовских Срба“, рекао је представник Кине. Он је указао да је улога Унмика још увек важна. „Подржавамо наставак пружања одговарајуће помоћи Унмику како би ова мисија могла да настави спровођење мандата који јој је поверен“, рекао је кинески дипломата[244].